# Ellar
Ellar ist ein Ortsteil der Gemeinde Waldbrunn (Westerwald) im mittelhessischen Landkreis Limburg-Weilburg mit über 1300 Einwohnern. Der Ort, dem im Jahr 1372 Stadtrechte verliehen wurden, entwickelte sich jedoch nie zu einer echten Stadt.

## Geographie

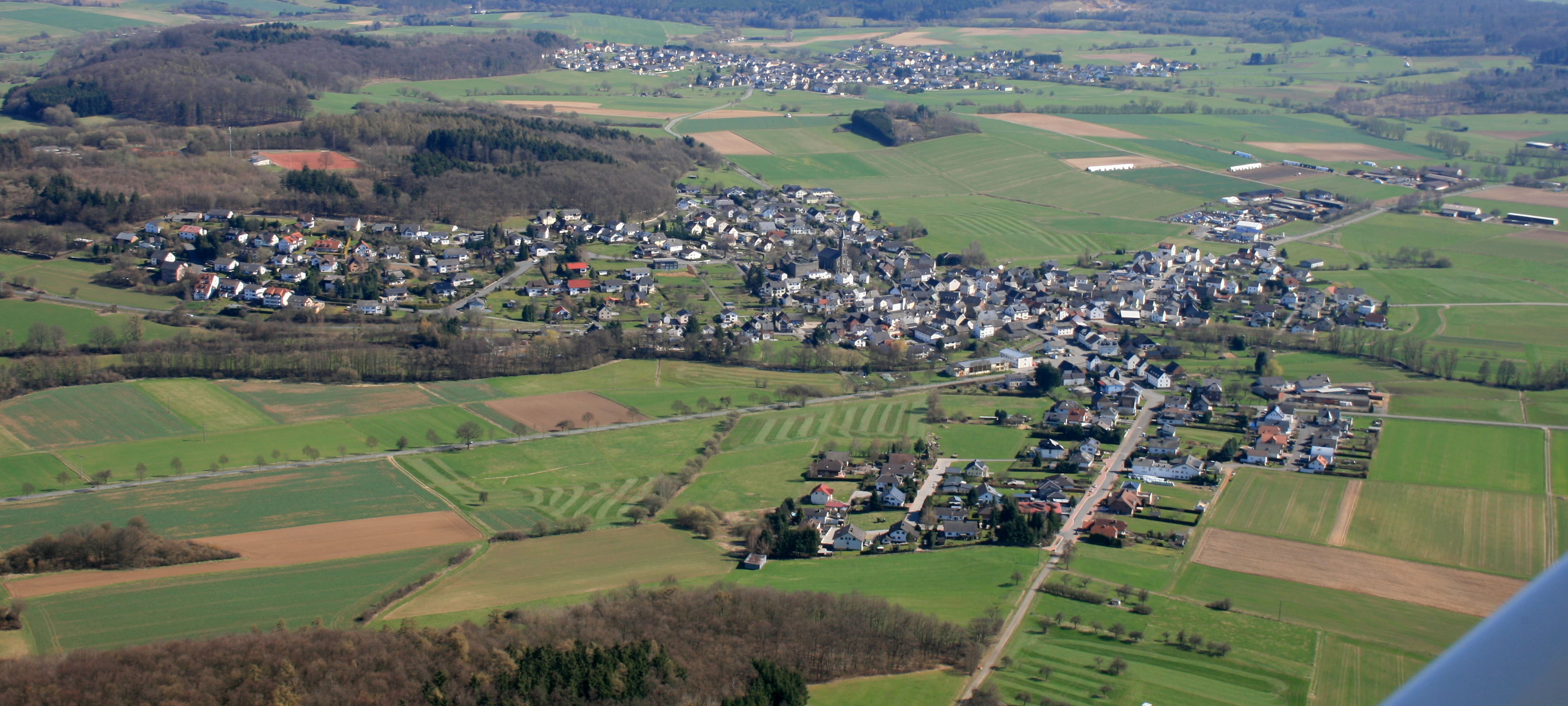
Luftaufnahme aus Richtung Süden

### Geographische Lage
Ellar liegt im südlichen Westerwald, etwa 18 km nördlich von Limburg an der Lahn, 14 km westlich von Weilburg und 12 km östlich von Westerburg. Die angrenzenden Orte sind, von Norden beginnend, im Uhrzeigersinn: Hausen, Fussingen, Lahr, Hintermeilingen (alle Gemeinde Waldbrunn), Steinbach (Stadt Hadamar), Hangenmeilingen und Dorchheim (Gemeinde Elbtal). Ellar liegt im Lasterbachtal, oberhalb von etwa 270 m ü. NN, umgeben von teilweise bewaldeten Basalthöhenrücken. Der Lasterbach fließt, von Hausen kommend, durch den Ort in Richtung Dorchheim; unterhalb von Ellar wird er auch als Steinbach bezeichnet. Er mündet bei Dorchheim in den Elbbach. Richtung Westen ist das Lasterbachtal zum Elbbachtal hin geöffnet. Südlich von Ellar erstreckt sich der Höhenrücken Heidenhäuschen mit den Bergen Remelsberg/Rommelsberg (398 m ü. NN), Spitzberg (331 m ü. NN) und Mühlhölzchen (314 m ü. NN). Östlich von Ellar, zwischen Hintermeilingen und Lahr, erstreckt sich ein Höhenrücken bestehend aus den Bergen Oberholz (331,0 m ü. NN), Bühl (303,3 m ü. NN), Steinkopf (329,8 m ü. NN) und Honigberg (311,5 m ü. NN).

### Geologie

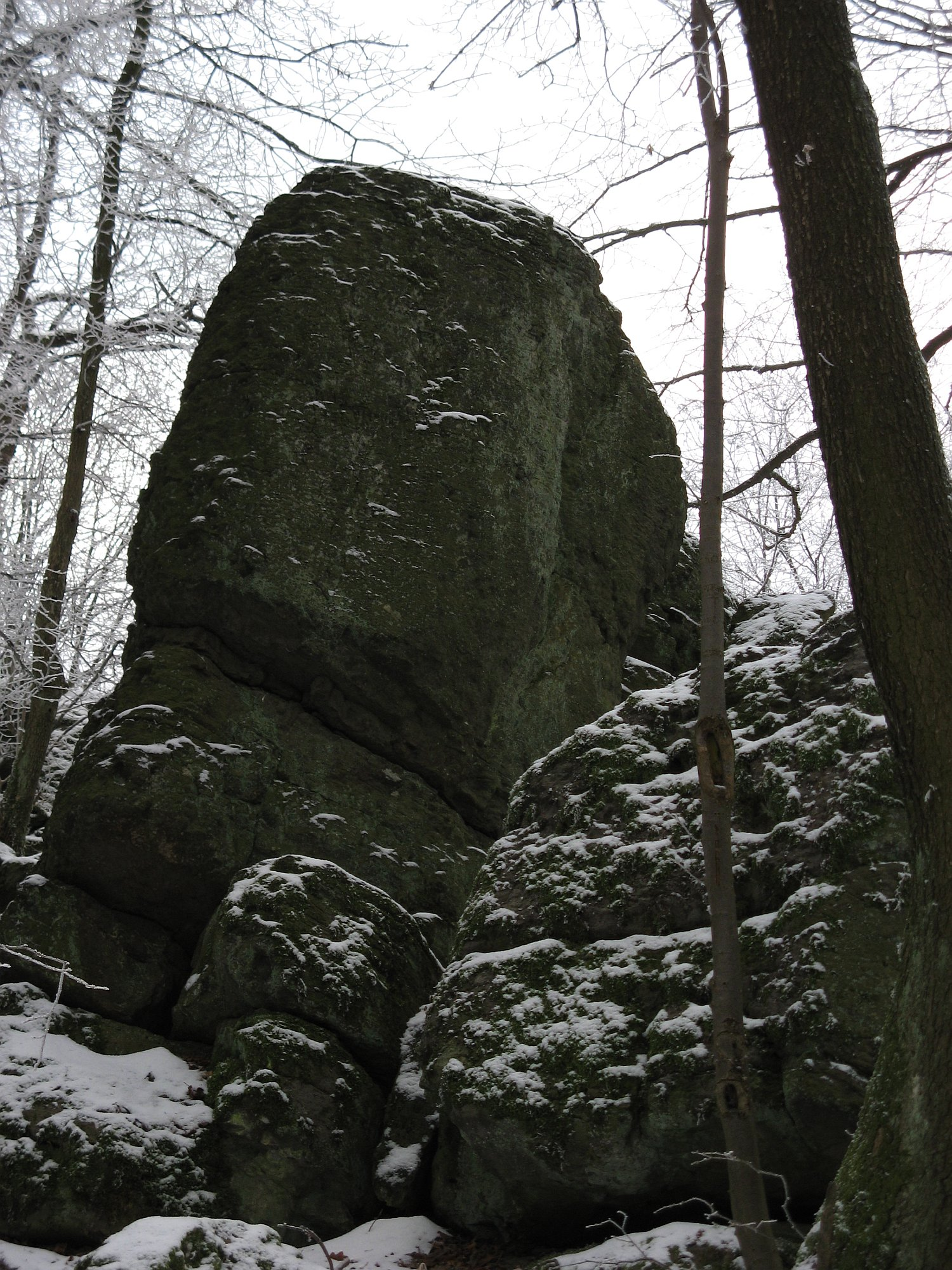
Basaltblock am Heidenhäuschen

Der Ort liegt im Übergangsbereich zwischen dem Oberwesterwald und dem Limburger Becken im Oberwesterwälder Hügelland. Geologisch besteht der Untergrund aus oberdevonischem Schiefer, Grauwacke und Quarziten. Diese Schicht besitzt ein Alter vor etwa 320–300 Millionen Jahren; darüber haben sich, vor allem während der Miozänzeit vor etwa 20 Millionen Jahren, tertiäre Ablagerungen gebildet. Diese bestehen im Wesentlichen aus Basalten und Tonen, aber auch aus Braunkohle, Phosphorit, Kupfererzen, Pyrit, Eisenerzen und Manganerzen. Die oberste Bodenschicht, ca. 3–15 Meter, und der Oberboden sind stark lößhaltig. Diese Schichten haben sich während der letzten Eiszeit vor etwa 10.000 Jahren gebildet.

### Klima
Die Jahresmitteltemperatur liegt bei 7,4 bis 7,6 °C. Die mittlere jährliche Niederschlagsmenge beträgt etwa 750 bis 760 Millimeter und ist damit etwas geringer als im Oberwesterwald und deutlich höher als im Limburger Becken. Durch die mittlere Höhenlage zwischen dem Lahntal und dem hohen Oberwesterwald gibt es weniger als 40 Nebeltage jährlich.

## Geschichte
Die Geschichte des Ortes ist durch den städtischen Charakter im späten Mittelalter und der frühen Neuzeit vergleichsweise gut überliefert. Durch die Arbeiten des Heimathistorikers Walter Rudersdorf (ca. 8.000 Veröffentlichungen und 60 Jahre historische und landeskundliche Vorträge) verfügt Ellar über eine der am besten dokumentierten Ortsgeschichten im Westerwald.

### Frühgeschichte und Ersterwähnung
Der Ort liegt in einem wahrscheinlich vorgermanischen Siedlungsgebiet. Bei Bauarbeiten der Kerkerbachbahn in Fussingen wurde eine Graburne aus der Zeit um 1000 v. Chr. gefunden. Am Lindenberg bei Hausen wurden Keramikscherben aus der Hallstattzeit (Stufe C) um 700 v. Christus gefunden. Von der Dornburg, dem Heidenhäuschen und vor allem dem Nachbarort Lahr sind Funde bekannt, die eine keltische Besiedlung während der La-Tène-Zeit belegen. Der Ortsname stammt wahrscheinlich von dem indoeuropäischen Wort „*pelâg/pelâr“ (zum Sumpf gehörend) ab und bezieht sich auf die ehemals versumpften Bachmulden im Umfeld des Ortes. Die erste urkundliche Erwähnung ist auf das Jahr 807 datiert. Damals schenkte ein Starcher in der Allarher oder Allanaher Marka dem Kloster Lorsch einen Hof. Die Urkunde ist nur durch zwei hochmittelalterliche Abschriften erhalten, die für den Ort zwei verschiedene Schreibweisen verwenden. Die Zuordnung der Urkunde ist umstritten. Einige Historiker beziehen sie auf Allna bei Marburg bzw. Aal bei Lahnstein. Für Ellar spricht, dass die Urkunde in enger Verbindung mit Urkunden über andere Orte westlich von Weilburg steht. Seit dem 14. Jahrhundert wird die Schreibweise Ellar verwendet, andere historisch verwendete Schreibweisen sind Eller, Ellair, Ellahr, Ellor, Ellir.
Das „alte“ Amt Ellar
Ellar ist der historische Zentralort der Ellarer Mark und dem aus der Mark hervorgegangenen Amt Ellar. Ursprünglich umfasste die Ellarer Mark wahrscheinlich die Zenten rund um das Heidenhäuschen: Lahr, Frickhofen und Niederzeuzheim. Die Zent Elsoff wurde dem Amt vermutlich zu einem späteren Zeitpunkt, vor 1337, angegliedert. Für das Amt Ellar wurde auch die Bezeichnung „Vierzentisches Amt“ oder „Herrschaft Vier Zente“ verwendet. Ellar gehört innerhalb des Amtes Ellar zur Zent Lahr. Gegen Ende der Karolingerzeit gehörte das Gebiet zum Niederlahngau des Herzogtum Franken. Sitz des Landgerichts für das Amt Ellar war der Remelsberg, Sitz des Zentgerichtes war der Steinkopf zwischen Lahr und Ellar. Es bestanden mehrere Hubengerichte in der Zent. Das Zentgericht ging bereits im 13. Jahrhundert an die Grafschaft Diez. Die Grafen von Diez verpfändeten das Gebiet mehrfach, zuletzt 1367; dabei traten sie das Amt Ellar an die Grafschaft Katzenelnbogen ab. Auf Bestreben der Grafen von Katzenelnbogen wurden Ellar im Jahr 1372 Limburger Stadtrechte verliehen. Nach dem Ende des Erbfolgestreits der Grafschaft Nassau-Hadamar erhielt das Haus Nassau-Dillenburg mit dem Schiedsspruch zu Bacharach am 28. Juli 1408 ein Drittel des Amtes Ellar, der Rest verblieb bei der Grafschaft Katzenelnbogen. Mit dem Aussterben des Hauses Katzenelnbogen kam es zu einem lang anhaltenden Streit zwischen den Grafen von Nassau-Dillenburg und der Landgrafschaft Hessen. Die Landgrafen ergriffen Besitz von dem Katzenelnbogener Erbe. Mit dem Frankfurter Vertrag kam es zu einem Vergleich im Katzenelnbogener Erbfolgestreit 1557. Das Amt Ellar gehörte nun zu Nassau-Dillenburg. Bei der Erbteilung des Hauses Nassau-Dillenburg im Jahr 1607 wurde das Amt Ellar der neu gegründeten Grafschaft Nassau-Hadamar zugeschlagen. Die nassauisch-ottonischen Herrscher blieben trotz Restitutionsedikt im Besitz ihrer Länder, nachdem Johann Ludwig von Nassau-Hadamar 1629 in Wien zur römisch-katholischen Konfession konvertiert war. Im Jahr 1650 wurde die Grafschaft zum Fürstentum erhoben.
Neuzeitliche Landeshoheit

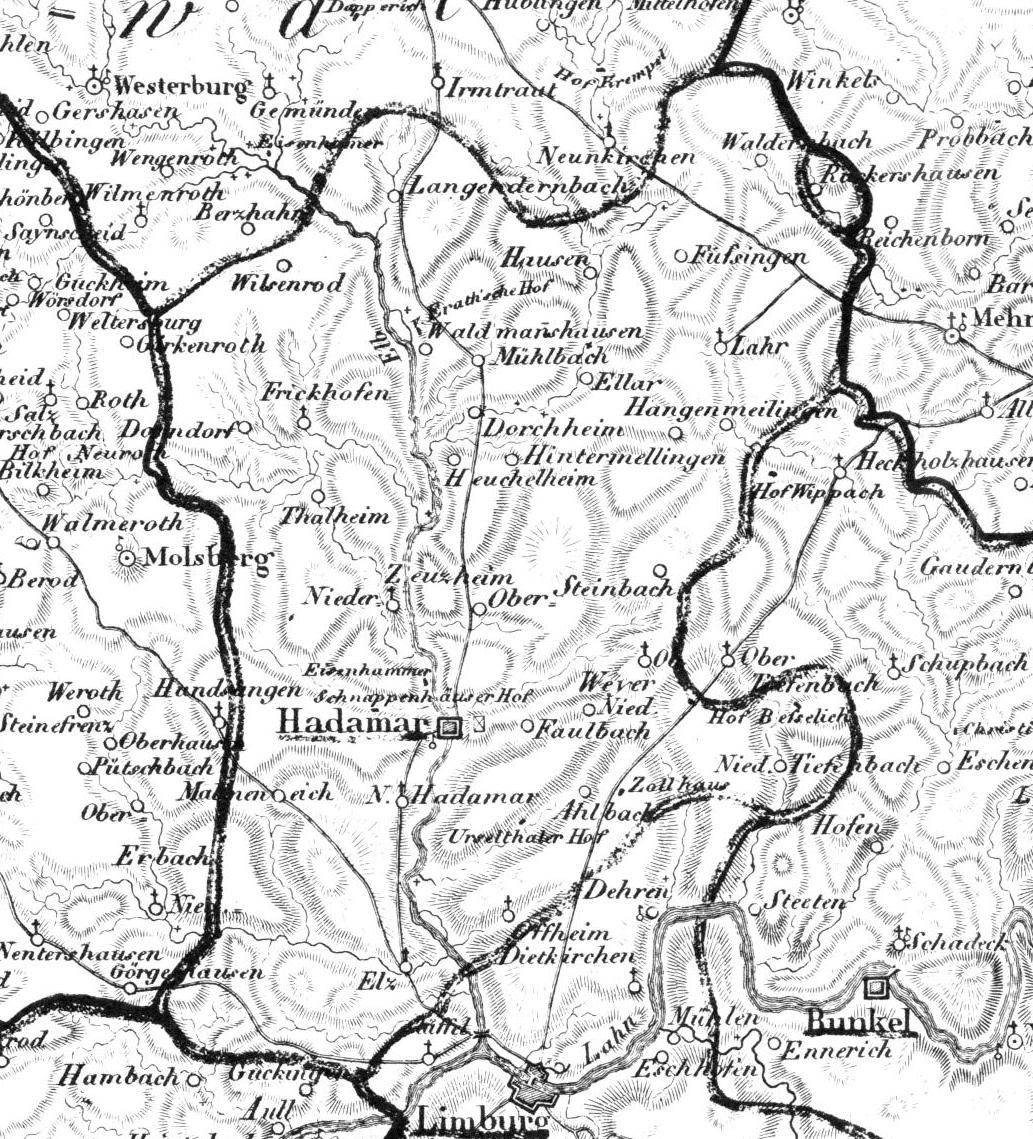
Karte von 1828 des Amtes Hadamar im Herzogtum Nassau

Nach dem Aussterben des Hauses Nassau-Hadamar im Jahr 1711 wurde das Fürstentum mehrfach zwischen den übrigen ottonischen Linien des Hauses Nassau geteilt. Von dieser Teilung war auch das Amt Ellar betroffen. Die beiden Zenten Frickhofen und Lahr wurden mit dem Amt Mengerskirchen zum kombinierten Amt Mengerskirchen-Ellar mit Sitz in Mengerskirchen zusammengefasst. Ellar fiel 1717 an das Haus Nassau-Dillenburg, ab 1739 an das Haus Nassau-Diez, 1742/43 an das Haus Nassau-Siegen (Katholisch) und 1743 abermals an Nassau-Diez (Oranien-Nassau) als letzte ottonische Linie. Bei einer Verwaltungsreform der oranisch-nassauischen Gebiete in Deutschland wurde das Amt Ellar mit Dienstsitz Ellar 1790 wiederhergestellt. 1806 wurde Ellar in das Großherzogtum Berg eingegliedert. Der Ort gehörte zur Mairie Lahr im Canton Hadamar. Dieser gehörte zum Arrondissement Dillenburg und damit zum Département Sieg. Nach der Niederlage von Napoléon Bonaparte in der Völkerschlacht bei Leipzig wurde die oranisch-nassauische Landeshoheit 1813 wiederhergestellt. Das Haus Oranien-Nassau tauschte seinen Besitz auf dem Westerwald jedoch schon auf dem Wiener Kongress 1815 mit dem Königreich Preußen gegen Luxemburg. Das Königreich Preußen übergab noch am selben Tag das Gebiet an das Herzogtum Nassau im Austausch gegen Gebiete um Wetzlar und Koblenz. Bei der Neugliederung der Ämter im Herzogtum Nassau zum 1. Juli 1816 wurde das Amt Ellar mit dem Amt Hadamar vereinigt. Dienstsitz wurde Hadamar.
Nach der Annexion des Herzogtums Nassau gehörte der Ort ab 1866 wieder zum Königreich Preußen und dort zur Provinz Hessen-Nassau und zum Regierungsbezirk Wiesbaden. Im Jahr 1866 wurde durch die preußische Kreis- und Provinzialordnung die nassauische Ämterteilung aufgehoben. Ellar gehörte zum Oberlahnkreis und ab 1886 zum neu gegründeten Kreis Limburg. 1945 wurde der Ort der US-amerikanischen Besatzungszone zugeteilt und damit wurde er Teil Hessens; er gehörte zum Regierungsbezirk Wiesbaden. Mit dessen Auflösung im Mai 1968 wurde er Teil des Regierungsbezirks Darmstadt und am 1. Januar 1981 Teil des Regierungsbezirks Gießen. Im Juli 1974 wurde der Ort schließlich Teil des neu gebildeten Landkreises Limburg-Weilburg.

### Die Herren „von Ellar“
In Ellar war die niederadlige Familie der Herren „von Ellar“ ansässig. Es handelt sich um eine Seitenlinie der Familie „Sprikast zu Waldmannshausen“. Wie diese führten die von Ellar einen geschachten Schragen, darüber ein Stern, im Wappen. Die von Ellar standen vor allem im Dienst des Hauses Katzenelnbogen und des Hauses Isenburg. Mit Heinrich dem Alten von Ellar wurde im Jahr 1348 erstmals ein Vertreter der Familie erwähnt. Weitere wichtige Vertreter der Familie von Ellar waren:
- Gerhard Crae von Ellar (vor 1366–1374) siegelte mehrfach als Zeuge Urkunden der Grafen von Katzenelnbogen. Er galt gemeinsam mit einem Ritter Busse in der Stadt Limburg als berüchtigter Räuber. Dies nahmen die Limburger im Oktober 1374 zum Anlass, die Stadt Ellar niederzubrennen. Angeblich wurde Crae von Ellar im Jahr 1374 in Limburg gehängt. Crae ist vermutlich das Vorbild des Ritters „Ruprecht von Ellar“, der in mehreren regionalen Sagen auftritt.

- Junker Heinrich von Ellar der Junge (1370–1420) wurde 1370 als nassauisch-weilburgischer Burgmann in Weilburg erstmals erwähnt. Im Jahr 1386 erhielt er ein kurtrierisches Burglehen in Niederbrechen. Die Herren von Runkel übertrugen ihm 1389 ein Burglehen auf der Burg Runkel. Im Jahr 1393 ist er als Amtmann des Herrn von Limburg sowie kurtrierischer Amtmann in Niederbrechen belegt. 1396 wurde er auch noch Schultheiß zu Runkel.

### Wirtschaftsentwicklung
Ellar lag im Mittelalter zwischen zwei Hohen Straßen. Östlich des Ortes führte die Hohe Straße von Mainz über Limburg nach Siegen vorbei. Die Straße folgte bei Ellar der Wasserscheide zwischen dem Kerkerbach und dem Lasterbach. Vermutlich wurde diese Straße bereits zur Zeit der Karolinger als Königsstraße angelegt. Westlich des Ortes verlief die Alte Landstraße durch den Forstwald. Auch diese verband Limburg mit Siegen. Am Knoten trafen die Straßen auf eine Hohe Straße von Frankfurt über Weilburg nach Köln. Für die Alte Landstraße durch den Forstwald bestand bei Ellar an der Lasterbachbrücke der Gadelheimer Mühle eine Zollstation. Wahrscheinlich diente die Burg Ellar ursprünglich als Straßenfestung für die Fernstraßen. Seit dem Jahr 1590 nutzte das Haus Nassau diese Straße für eine ständige Postlinie zwischen den Residenzen Dillenburg, Herborn, Hadamar und Diez. Mit dem Bau der neuen Mainzer Landstraße (heute Bundesstraße 54) ab 1780 verloren die Altstraßen im Bereich Ellar ihre Bedeutung, die Zollerhebung wurde eingestellt.
Die Bevölkerung lebte überwiegend vom Ertrag der Landwirtschaft auf den eher kargen Böden. Eine wichtige Rolle spielte über lange Zeit die Schafzucht. Die Landwirtschaft war seit dem Mittelalter in der Dreifelderwirtschaft organisiert. Die Lage im Lasterbachtal ermöglichte den Bau zahlreicher Mühlen. Bereits 1324 ist mit der Oberen Gadelheimer Mühle die älteste Mühle erwähnt. Die Mittlere Gadelheimer Mühle wurde erstmals 1691 erwähnt. Die Ellarer-Mühle (Jeuckenmühle) wurde 1693 erbaut, sie brannte 1938 ab und wurde nicht wiederhergestellt. 1716 folgte der Bau der Unteren Gadelheimer Mühle. Mit der Neumühle wurde 1805 die fünfte Mühle am Ort erbaut.

### Ortsgeschichte

#### Stadt Ellar

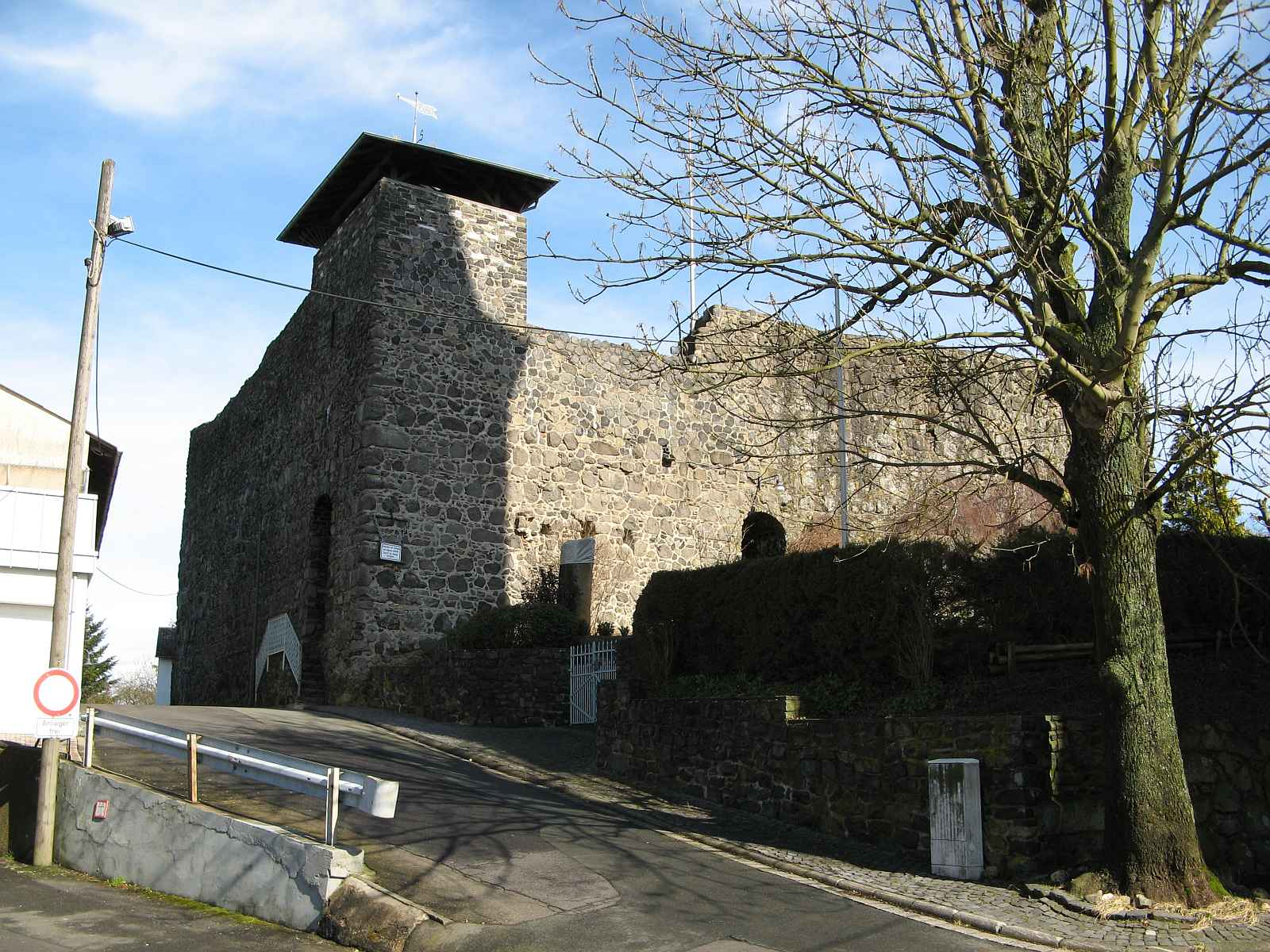
Burg Ellar

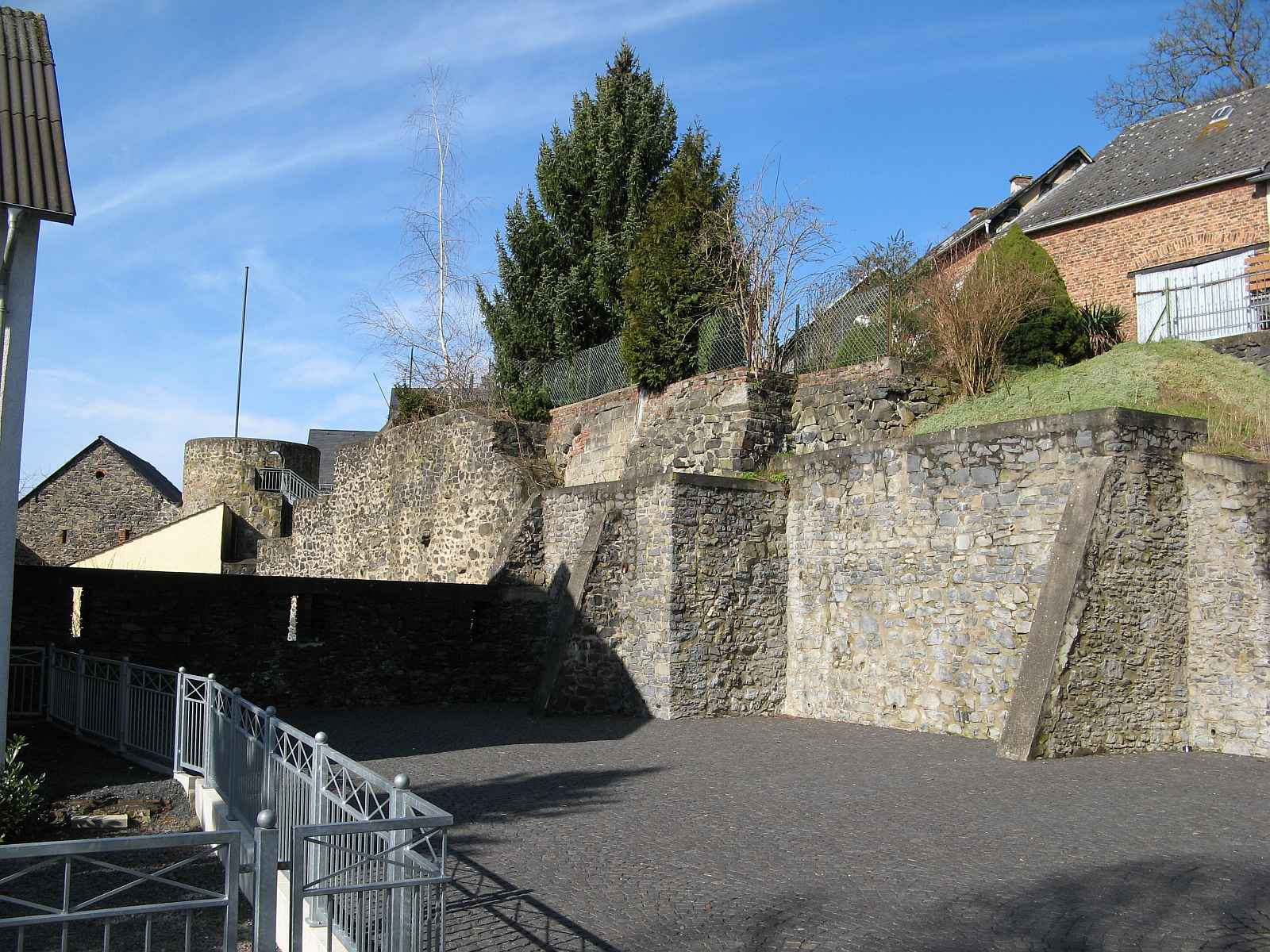
Reste der Stadtmauer und des Hungerturms

Am 10. Juni 1372 erhielt der Ort auf Bestreben der Grafen von Katzenelnbogen durch Kaiser Karl IV. Limburger Stadtrechte. Zwei Jahre später, Anfang Oktober 1374, drangen Truppen der Stadt Limburg in die Stadt Ellar ein und brannten sie nieder. Als Begründung diente der Aufenthalt der Räuber Crae und Busse in der Stadt. Auf Bestreben der Grafen von Katzenelnbogen wurde die Stadt Limburg vom Obersten Hofgericht zur Zahlung von 2.000 Mark Wiedergutmachung verurteilt. Da Limburg jedoch nur der Gerichtsbarkeit der Stadt Frankfurt unterstand, wurde dieses Urteil nie rechtskräftig vollzogen. Trotz Verleihung der Stadtrechte 1372 konnte sich Ellar nur zu einer Minderstadt entwickeln. Vom 15. bis zum 17. Jahrhundert war die Bezeichnung Flecken üblich. Für die Einwohner war vor allem die Befreiung von zahlreichen Steuern von Bedeutung. Als Zentralort des Amtes war Ellar Sitz der öffentlichen Verwaltung. Die Grafen von Katzenelnbogen unterhielten hier ein Amt, eine Kellerei und eine Zollschreiberei. Diese Einrichtungen gingen auf die Landgrafschaft Hessen über und bestanden bis 1557. Ab 1435 unterhielten auch die nassauischen Grafen in Ellar ein Amt und eine Kellerei. In der ersten Hälfte des 15. Jahrhunderts setzte eine beschränkte städtische Entwicklung ein. Belegt sind: steinerne Lasterbachbrücke (1408), Stadtmauer und Türme (1413), St. Maximuskapelle (1419), zwei Stadttore mit Pförtner (1428), Jahrmarkt (1430), erste öffentliche Herberge (1431) und Schmiede (1462). Innerhalb der Stadtmauern dürfte etwa für 30 Wohnhäuser Platz gewesen sein. Für die Jahre 1512 und 1520 sind mehrere Hexenprozesse belegt; eine unbekannte Zahl Frauen wurde hingerichtet. Die Gerichtsakten führen aus: „Item hayt man ettliche Wyber zu Ellar verbrannt“. Mit Greden, Rörichs Johanns Weib aus Ellar, wurde 1609 die einzige namentlich bekannte „Hexe“ hingerichtet. Ihr Prozess kostete 71 Gulden 18 1/2 Albus, die das Opfer bezahlen musste.
Nach der Wiedereinrichtung der Grafschaft Nassau-Hadamar wurde ein umfassendes Saalbuch erstellt. Die Beschreibung für Ellar von 1616 hat sich erhalten. Es gibt eine Übersicht über die Vermögensverhältnisse. Des Weiteren ist in dieser Beschreibung erstmals das Gemeindebackhaus erwähnt und die Organisation des Löschwesens wurde beschrieben. Im Jahr 1614 wütete eine Pestepidemie in Hintermeilingen, Ellar und Lahr. Im Dreißigjährigen Krieg (1618–1648) kam das wirtschaftliche Leben zum Erliegen. Durchziehende Soldaten fügten der Bevölkerung mit ihren Plünderungen erheblichen Schaden zu. Die schlechte Versorgung führte zur Ausbreitung von Seuchen. 1619 plünderten bayrische und habsburgische Soldaten den Ort. 1622/23 nahmen die Truppen des kaiserlichen Generals Johann t’Serclaes von Tilly im Westerwald Winterquartier. Im Amt Ellar wurden holsteinische Truppen untergebracht. Nach ihrem Sommerfeldzug kehrten sie im Winter 1623/24 zurück. 1627 besetzen kaiserliche Truppen die Grafschaften Diez, Dillenburg und Hadamar. Unter Führung von General Görzenich plünderten die Soldaten das Gebiet systematisch aus. Ein Notbündnis der Grafen vertrieb Görzenich aus der Region. Unter der hungernden Bevölkerung wütete 1627 die Pest. 1628/29 plünderten Soldaten des Herzogtums Sachsen-Lauenburg, deren Hauptquartier sich in Runkel befand, die Orte des Amt Ellar aus. 1632/33 kam es zu starken Verheerungen durch schwedische Truppen. Die Soldaten raubten sämtliche Pferde und das gesamte Großvieh. Sommer 1634 waren Plünderungen durch hessische Truppen unter General Peter Melander zu verzeichnen, im Herbst des Jahres wurde der Ort von spanischen Truppen geplündert. 1635 besetzen spanisch-kaiserliche Truppen unter Philipp von Mansfeld die Region. Das Hauptquartier befand sich in Niederzeuzheim. Bei Plünderungen wurde das seit 1491 verwendete Gerichtssiegel geraubt. In den folgenden Jahren wurde das Amt Ellar von Hadamar aus verwaltet; in Ellar war kriegsbedingt die ordentliche Verwaltung und Gerichtsbarkeit nicht mehr möglich. Im Jahr 1636 durchquerten kaiserliche und schwedische Verbände den Ort, infolge der Kriegswirren brach erneut die Pest unter der Not leidenden Bevölkerung aus. 1638 waren wieder kaiserliche Truppen im Ort. 1640 nahmen die schwedischen Truppen im Amt Ellar Quartier. Auf einen Einwohner kamen zwei Soldaten. Bei Plünderungen brach ein Feuer aus, bei dem der größte Teil des Ortes Ellar verbrannte. 1646 wurde der Ort erneut von kaiserlichen Truppen geplündert.
Während des Dreißigjährigen Krieges traten drei Einwohner aus Ellar als Soldaten in den schwedischen Dienst. Infolge der Zerstörung wurde der Ort wieder als Dorf bezeichnet. 1679 hatte Ellar noch nicht die Einwohnerzahl erreicht wie vor Beginn des Krieges. Das Dorf behielt jedoch bis ins 19. Jahrhundert die städtischen Steuerprivilegien.

#### Oranien-Nassau (1711–1918)
Im Jahr 1736 beteiligten sich die Ellarer Bauern am „Klöppelstreit“, einem Aufstand gegen den neuen Landesherrn in Dillenburg. Ursache war die Kriegssteuer, die Fürst Christian von Nassau-Dillenburg den Dörfern auferlegt hatte. Die Bauern jagten die Pfändungsbeamten aus den Dörfern. Ungefähr 1.600 Bauern versammelten sich zu einem Heerlager am Seeweiher bei Mengerskirchen. Die Bauern holten den Franziskaner Cornelius aus Hadamar als Feldprediger. Vieh und bewegliches Vermögen hatten sie über die nahen Grenzen in andere Herrschaften gebracht. Es kam zu vereinzelten Zusammenstößen zwischen den Bauern und Soldaten aus Dillenburg sowie Soldaten aus Weilburg, die zur Verstärkung herangeeilt waren. Gleichzeitig riefen die Bauern das Reichskammergericht an. Das Gericht bestätigte jedoch am 13. Juni 1736 Fürst Christian von Nassau-Dillenburg in seinem Recht und verurteilte die Bauern zu einer Geldstrafe. Fürst Christian von Nassau-Dillenburg musste aber die Fürsten von Nassau-Weilburg um Hilfe bitten, um das Urteil zu vollstrecken. Im frühen 18. Jahrhundert setzte das Hausiererwesen ein. Die Handelsrouten reichten vom Rheinland bis nach Sachsen und in die Schweiz. Gehandelt wurde vor allem mit Töpferwaren, Wäsche und Kleidung. Die Obrigkeit versuchte ab 1730, dieses Gewerbe mit der „Krämerzunftordnung für die Kirchspiele Frickhofen und Lahr“ in geordnete Bahnen zu lenken. Im 19. Jahrhundert unterhielten die Händler aus Ellar und Fussingen in St. Gallen, Schweiz, einen gemeinsamen Stützpunkt. Für das Jahr 1751 sind 62 Wohnhäuser in Ellar belegt.
Im Jahr 1780 wurde eine Flurbereinigung durchgeführt; danach erfolgte die Einführung der verbesserten Dreifelderwirtschaft. Insbesondere wurde der Anbau von Hackfrüchten wie Rüben und Kartoffeln stark ausgeweitet.

#### Das lange 19. Jahrhundert (1792–1918)
Während der Koalitionskriege kam es ab 1792 wieder zu Truppendurchmärschen und Einquartierungen. Im Jahr 1795 plünderten französische Truppen die Orte im Amt Ellar. Nach einer Aufstellung des Amtmanns Creutzer betrugen die von 1795 bis 1800 in Ellar entstandenen Schäden 66.805 Gulden 25 Albus. Aus Ellar waren zwei Personen im französischen Militärdienst.

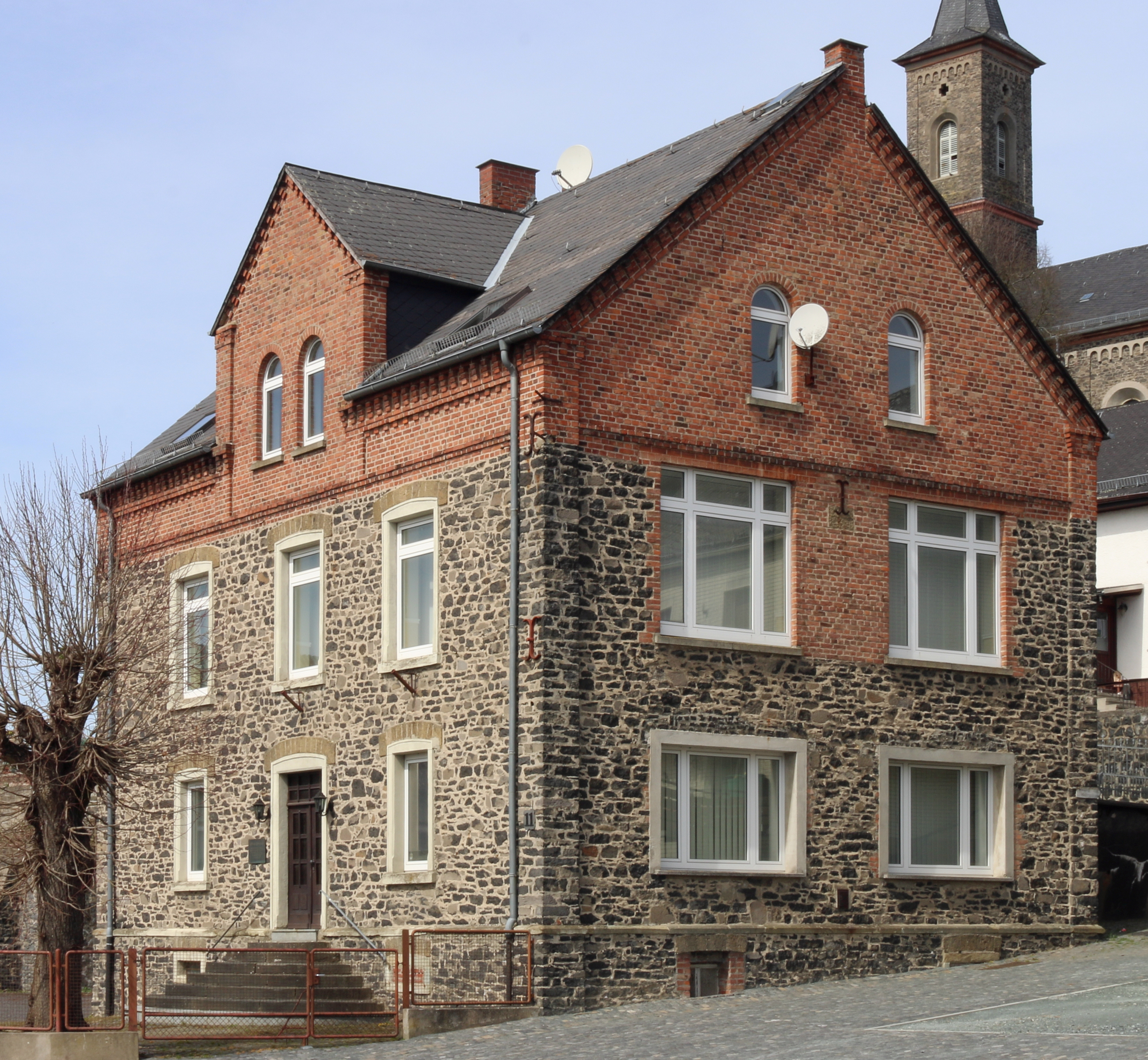
Das Ludwig-Bös-Haus, erbaut 1860/61, heute Heimatmuseum

Für das Jahr 1804 sind für Ellar 74 Wohnhäuser belegt. Während der Zugehörigkeit zum Großherzogtum Berg traten zahlreiche neue Rechtsordnungen ein. Auf das Ortsbild wirke sich das Verbot von Strohdächern (1810) am stärksten aus; dies sollte im Brandfall das Überspringen eines Feuers auf weitere Gebäude verhindern. Dem Brandschutz diente auch die Einführung von Schornsteinfegern. Mit der Schulreform im Großherzogtum Berg 1810 wurde die Schule in die Trägerschaft der Zivilgemeinde übergeben und ein ganzjähriger Schulbetrieb eingerichtet. Am 13. September 1811 wurde der Mühlenbann aufgehoben; darüber hinaus kam es zu einer umfassenden Steuerreform. Über die Ereignisse während der Zugehörigkeit zum Herzogtum Nassau gibt die seit 1819 geführte Schulchronik einen Überblick. 1840 wurde der Gesangverein erstmals erwähnt. Im Oktober 1848 erreichte die Deutsche Revolution den Westerwald. Anfangs kam es nur zu Tumulten und Steuerverweigerungen. Erst als das Militär versuchte, die Steuern zu pfänden, brach offener Widerstand aus. Bei flächendeckenden Ausschreitungen am 5. Februar 1849 im Amt Hadamar beteiligten sich wahrscheinlich auch Bürger aus Ellar. Im Jahr 1861 wurde ein neues Schulgebäude errichtet. Mit dem Ende des Herzogtums Nassau wurde vom 25. August bis zum 27. August das Dorf von einem preußischen Offizier und 37 Soldaten besetzt. Mit dem Übergang an das Königreich Preußen änderten sich die Verhältnisse im Ort nur langsam. 1875 wurde von der Gemeinde eine eigene Feuerspritze angeschafft, 1884 vernichtete ein Dorfbrand mehrere Gebäude. Mit der Eröffnung des Bahnhofs an der Oberwesterwaldbahn im nahen Frickhofen wurde am 1. Oktober 1886 die Verkehrsanbindung weiter verbessert. 1894 eröffnete in Ellar eine Poststation. Im Jahr 1900 erbaute die Gemeinde ein neues Backhaus, 1905 wurde das Schulhaus aufgestockt und angebaut. 1907 wurde in der Poststation das erste Telefon im Ort installiert. Ab 1908 befand sich der Bahnhof Lahr an der Kerkerbachbahn in der Nähe von Ellar. In den Kriegshandlungen des Ersten Weltkriegs fielen 14 Einwohner bei Kampfhandlungen, einer wurde als vermisst gemeldet.

#### Neuste Zeit (ab 1918)
Nach dem Ersten Weltkrieg verlief durch Ellar, gemäß dem Friedensvertrag von Versailles, die Grenze des entmilitarisierten Streifens des Rheinlands. Die östlichen Nachbardörfer waren von deutschen Truppen besetzt, die westlichen von alliierten Truppen. In Ellar selbst waren keine Soldaten. 1921 wurde in Ellar ein Stromnetz errichtet. Im selben Jahr nahm die Kraftpostlinie von Ellar nach Limburg den Betrieb auf. Im Jahr 1926 eröffnete der Steinbruch Lay. Im Jahr 1928 kam es zweimal zu größeren Bränden im Ort, bei denen mehrere Gebäude abbrannten. Mit dem Bau der Wasserversorgung im Dorf wurden 1930 die Lebensverhältnisse deutlich verbessert. Mit 50 Arbeitslosen erreichte die Arbeitslosigkeit 1930 einen Höhepunkt. 1933 kam es zur Machtübernahme durch die Nationalsozialisten. Der Landrat des Landkreises Limburg, Gerhard von Breitenbach, setzte auf Druck der NSDAP den Ellarer Bürgermeister Johannes Jost ab, obwohl er wusste, dass er damit gegen geltendes preußisches Recht verstieß. Die Kriegsvorbereitungen waren in Ellar wahrnehmbar. Im September 1936 lag der Ort in einem ausgedehnten Manövergebiet. Vom 30. November 1939 bis zum 29. Januar 1940 waren Soldaten der 10. Panzer-Division der Wehrmacht zur Vorbereitung des Westfeldzuges im Ort untergebracht. Bis zum 10. Mai 1945 folgten weitere Truppendurchmärsche. Während des Zweiten Weltkriegs warfen britische Bomber am 29. August 1941 sieben Sprengbomben und ca. 35 Brandbomben über Ellar ab. Am 22. Dezember 1943 wurde in einem Luftkampf ein britischer Bomber Typ Halifax II-A über dem Heidenhäuschen abgeschossen. Am 27. März 1945 besetzen Soldaten der 1. US-Armee den Ort. Damit war für Ellar der Zweite Weltkrieg beendet. Insgesamt fielen 45 Einwohner, 15 Einwohner wurden als vermisst gemeldet.
Die fortschreitende technische Entwicklung führte zu einer schrittweisen Abkehr von der Landwirtschaft. Nach der Flurbereinigung (1955–1959) endete die seit dem Mittelalter praktizierte Dreifelderwirtschaft, sie wurde von der Fruchtwechselwirtschaft abgelöst. Des Weiteren wurden mehrere Aussiedlerhöfe angelegt. In den 1950er und 1960er Jahren kam es zu einer starken Modernisierung des Ortes, so etwa zum Bau der neuen Lasterbachbrücke (1956/57), zur Lasterbachregulierung (1958), zur regelmäßigen Müllabfuhr (1960), und zum Bau eines neuen Kindergarten (1961). Im Jahr 1961 waren 13 % der Einwohner von Ellar Heimatvertriebene, der Anteil war damit etwas geringer als im gesamten Landkreis Limburg-Weilburg mit 19 %. Mit dem allgemeinen Wirtschaftsaufschwung kam es ab den 1960er Jahren zu einer Belebung des Tourismus. Ein Verkehrs- und Verschönerungsverein war bereits 1953 gegründet worden. Am 12. April 1973 wurde dem Ort das Prädikat Erholungsort verliehen. 1980 folgte der Beitritt zur Initiative Ferienland Westerwald-Lahn-Taunus. Am 24. Oktober 1984 wurde allen Ortsteilen der Gemeinde Waldbrunn (Westerwald) das Prädikat staatlich anerkannter Luftkurort verliehen.

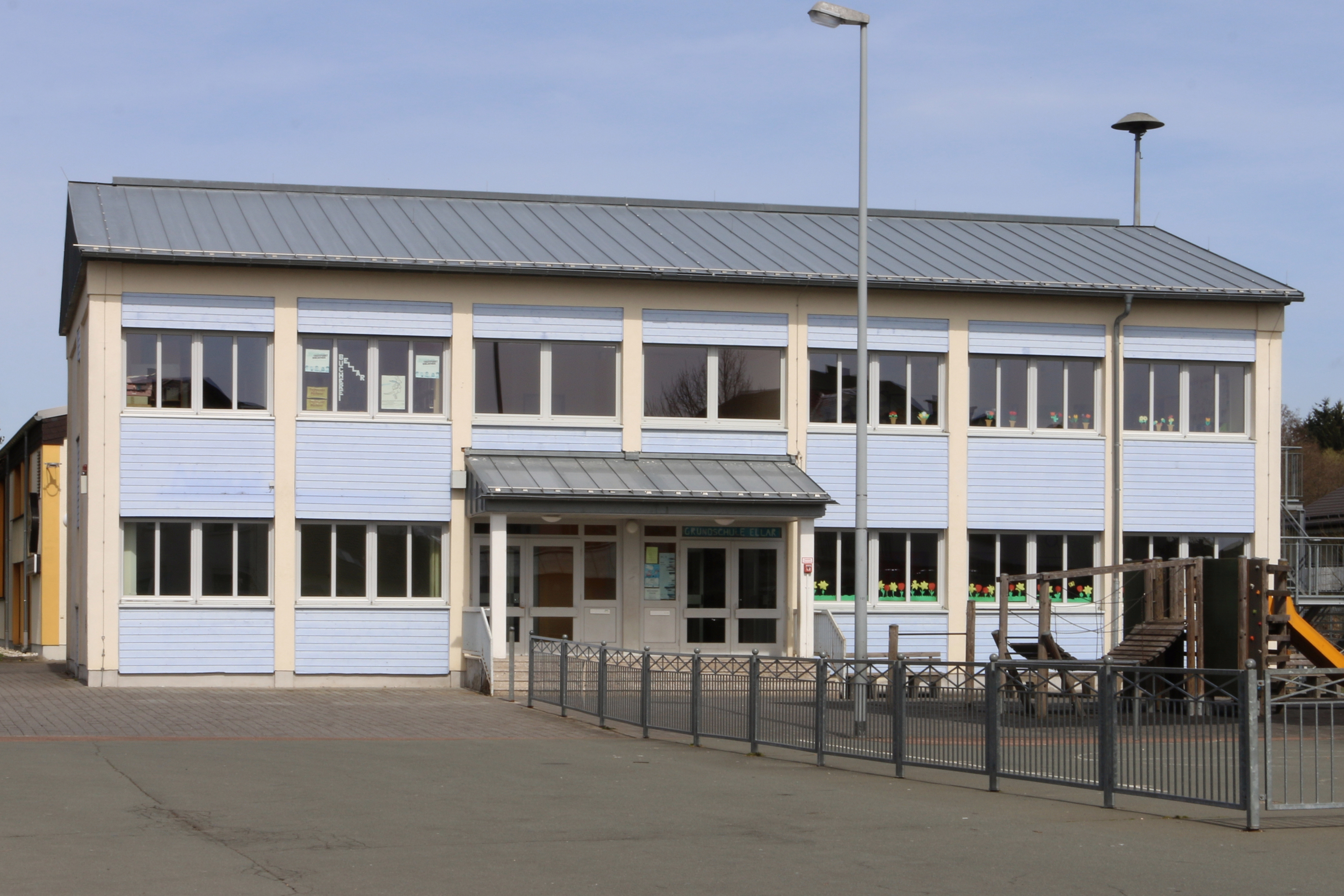
Grundschule Ellar

Im Zuge der Gebietsreform in Hessen genehmigte die Landesregierung mit Wirkung zum 31. Dezember 1970 den Zusammenschluss der Gemeinden Ellar und Hintermeilingen zu einer Gemeinde mit dem Namen Ellar. Zum Abschluss der Gebietsreform wurden die Gemeinden Ellar und Waldbrunn am 1. Juli 1974 kraft Landesgesetz zu einer Gemeinde mit dem Namen Waldbrunn, deren Namen am 1. Januar 1977 in Waldbrunn (Westerwald) geändert wurde, zusammengeschlossen. Für alle ehemals eigenständigen Gemeinden von Waldbrunn wurden Ortsbezirke mit Ortsbeirat und Ortsvorsteher nach der Hessischen Gemeindeordnung gebildet.
Kurz zuvor am 23. Februar 1974 wurde in Ellar ein neues Rathaus fertiggestellt. Es wurde nicht mehr benötigt und zu einer Schule umgebaut. 1975 wurde das Gebäude um eine Mehrzweckhalle erweitert. Die Schule konnte das Gebäude im Jahr 1977 beziehen. Das Gemeindebackhaus wurde 1976 abgerissen, 1980 wurde ein Feuerwehrhaus angebaut. Für die Orte Hausen und Ellar wurde 1994 eine gemeinsame Kläranlage errichtet. In den 1960er Jahren wurden Maßnahmen ergriffen, um die Burgruine zu erhalten und zu renovieren. Seit 1977 finden hier jährlich die Burgfeste statt. Der Kultur- und Geschichtsverein richtete 1988 das Burgschmiedemuseum ein, das 1993 um das Heimatmuseum im Ludwig-Bös-Haus ergänzt wurde.

### Verwaltungsgeschichte im Überblick
Die folgende Liste zeigt die Staaten bzw. Herrschaftsgebiete und deren untergeordnete Verwaltungseinheiten, in denen Ellar lag:
- Im Früh- und Hochmittelalter: Herrschaft Ellar. Die Herrschaft Ellar bestand im Früh- und Hochmittelalter aus den Zenten Lahr, Elsoff (Westerwaldkreis, Rheinland-Pfalz), Niederzeuzheim und Frickhofen (Bleseberg), weshalb die Herrschaft auch als die „Vier Zehnten“ bezeichnet wurde.
- bis 1367: Heiliges Römisches Reich, Grafschaft Diez (1337–1405 als Pfand zur Grafschaft Hadamar)
- 1367–1405: Heiliges Römisches Reich, Grafschaft Katzenelnbogen, „Vier Zehnten“
- 1405–1479: Heiliges Römisches Reich, „Vier Zehnten“ (1/3 im Besitz von Nassau-Dillenburg und 2/3 im Besitz der Grafschaft Katzenelnbogen)
- 1479–1534: Heiliges Römisches Reich, „Vier Zehnten“ (2/3 der Landgrafschaft Hessen und 1/3 den Grafen von Nassau-Dillenburg)
- 1534–1557: Heiliges Römisches Reich, „Vier Zehnten“ (Landgrafschaft Hessen, die Grafen von Nassau-Dillenburg und Kurtrier je 1/3)
- 1557–1606: Heiliges Römisches Reich, Grafschaft Sayn, „Vier Zenten“
- 1606–1650: Heiliges Römisches Reich, Grafschaft Nassau-Hadamar, „Vier Zehnten“
- 1650–1711: Heiliges Römisches Reich, Fürstentum Nassau-Hadamar, Amt Mengerskirchen
- 1717–1743: Heiliges Römisches Reich, Fürstentum Nassau-Dillenburg, Amt Mengerskirchen
- 1743–1806: Heiliges Römisches Reich, Grafen von Nassau-Diez als Teil des Fürstentums Nassau-Oranien, Amt Mengerskirchen
- 1806–1813: Großherzogtum Berg, Département Sieg, Arrondissement Dillenburg, Kanton Hadamar
- 1813–1815: Fürstentum Nassau-Oranien, Amt Mengerskirchen
- ab 1816: Herzogtum Nassau, Amt Hadamar
- ab 1849: Herzogtum Nassau, Kreisamt Hadamar[Anm. 1]
- ab 1854: Herzogtum Nassau, Amt Hadamar
- ab 1867: Norddeutscher Bund[Anm. 2], Königreich Preußen, Provinz Hessen-Nassau, Regierungsbezirk Wiesbaden, Oberlahnkreis[Anm. 3]
- ab 1871: Deutsches Reich, Königreich Preußen, Provinz Hessen-Nassau, Regierungsbezirk Wiesbaden, Oberlahnkreis
- ab 1886: Deutsches Reich, Königreich Preußen, Provinz Hessen-Nassau, Regierungsbezirk Wiesbaden, Kreis Limburg
- ab 1918: Deutsches Reich, Freistaat Preußen, Provinz Hessen-Nassau, Regierungsbezirk Wiesbaden, Kreis Limburg
- ab 1944: Deutsches Reich, Freistaat Preußen, Provinz Nassau, Landkreis Limburg
- ab 1945: Amerikanische Besatzungszone, Groß-Hessen, Regierungsbezirk Wiesbaden, Landkreis Limburg
- ab 1946: Amerikanische Besatzungszone, Land Hessen, Regierungsbezirk Wiesbaden, Landkreis Limburg
- ab 1949: Bundesrepublik Deutschland, Land Hessen, Regierungsbezirk Wiesbaden, Landkreis Limburg
- ab 1968: Bundesrepublik Deutschland, Land Hessen, Regierungsbezirk Darmstadt, Landkreis Limburg
- ab 1974: Bundesrepublik Deutschland, Land Hessen, Regierungsbezirk Darmstadt, Landkreis Limburg-Weilburg, Gemeinde Waldbrunn[Anm. 4]
- ab 1981: Bundesrepublik Deutschland, Land Hessen, Regierungsbezirk Gießen, Landkreis Limburg-Weilburg, Gemeinde Waldbrunn

## Bevölkerung

### Einwohnerentwicklung
| Jahr | Haushalte |
| ---- | --------- |
| 1489 | 15        |
| 1512 | 28        |
| 1608 | 27        |
| 1612 | 34        |
| 1624 | 30        |
| 1679 | 32        |

| Jahr | Haushalte |
| ---- | --------- |
| 1751 | 55        |
| 1804 | 75        |
| 1820 | 122       |
| 1840 | 122       |
| 1851 | 169       |
| 1866 | 184       |

| Ellar: Einwohnerzahlen von 1566 bis 2011 | Ellar: Einwohnerzahlen von 1566 bis 2011 | Ellar: Einwohnerzahlen von 1566 bis 2011 | Ellar: Einwohnerzahlen von 1566 bis 2011 | Ellar: Einwohnerzahlen von 1566 bis 2011 |
| --- | ---------------------------------------- | ---------------------------------------- | ---------------------------------------- | ---------------------------------------- |
| Jahr |                                          |                                          |                                          | Einwohner                                |
| 1566 | 1566                                     |                                          | 74                                       | 74                                       |
| 1700 | 1700                                     |                                          | ?                                        | ?                                        |
| 1751 | 1751                                     |                                          | 230                                      | 230                                      |
| 1789 | 1789                                     |                                          | 399                                      | 399                                      |
| 1810 | 1810                                     |                                          | 501                                      | 501                                      |
| 1830 | 1830                                     |                                          | 522                                      | 522                                      |
| 1834 | 1834                                     |                                          | 520                                      | 520                                      |
| 1840 | 1840                                     |                                          | 526                                      | 526                                      |
| 1846 | 1846                                     |                                          | 574                                      | 574                                      |
| 1852 | 1852                                     |                                          | 614                                      | 614                                      |
| 1858 | 1858                                     |                                          | 640                                      | 640                                      |
| 1864 | 1864                                     |                                          | 683                                      | 683                                      |
| 1871 | 1871                                     |                                          | 705                                      | 705                                      |
| 1875 | 1875                                     |                                          | 711                                      | 711                                      |
| 1885 | 1885                                     |                                          | 693                                      | 693                                      |
| 1895 | 1895                                     |                                          | 670                                      | 670                                      |
| 1905 | 1905                                     |                                          | 669                                      | 669                                      |
| 1910 | 1910                                     |                                          | 663                                      | 663                                      |
| 1925 | 1925                                     |                                          | 677                                      | 677                                      |
| 1939 | 1939                                     |                                          | 692                                      | 692                                      |
| 1946 | 1946                                     |                                          | 896                                      | 896                                      |
| 1950 | 1950                                     |                                          | 879                                      | 879                                      |
| 1956 | 1956                                     |                                          | 864                                      | 864                                      |
| 1961 | 1961                                     |                                          | 881                                      | 881                                      |
| 1967 | 1967                                     |                                          | 940                                      | 940                                      |
| 1970 | 1970                                     |                                          | 933                                      | 933                                      |
| 1986 | 1986                                     |                                          | 1.130                                    | 1.130                                    |
| 1995 | 1995                                     |                                          | ?                                        | ?                                        |
| 2005 | 2005                                     |                                          | 1.489                                    | 1.489                                    |
| 2011 | 2011                                     |                                          | 1.380                                    | 1.380                                    |
| Datenquelle: Historisches Gemeindeverzeichnis für Hessen: Die Bevölkerung der Gemeinden 1834 bis 1967. Wiesbaden: Hessisches Statistisches Landesamt, 1968. Weitere Quellen: LAGIS; Rudersdorf; Zensus 2011 |                                          |                                          |                                          |                                          |

### Einwohnerstruktur 2011
Nach den Erhebungen des Zensus 2011 lebten am Stichtag dem 9. Mai 2011 in Ellar 1380 Einwohner. Darunter waren 96 (7,0 %) Ausländer.
Nach dem Lebensalter waren 276 Einwohner unter 18 Jahren, 618 zwischen 18 und 49, 288 zwischen 50 und 64 und 201 Einwohner waren älter.
Die Einwohner lebten in 549 Haushalten. Davon waren 150 Singlehaushalte, 147 Paare ohne Kinder und 189 Paare mit Kindern, sowie 54 Alleinerziehende und 9 Wohngemeinschaften. In 96 Haushalten lebten ausschließlich Senioren und in 402 Haushaltungen lebten keine Senioren.

### Historische Religionszugehörigkeit
| • 1885: | 03 evangelische (= 0,43 %), 665 katholische (= 95,96 %), 25 jüdische (= 3,61 %) Einwohner |
| • 1961: | 27 evangelische(= 3,06 %), 845 katholische (= 95,91 %) Einwohner                          |

## Religion
Die vorherrschende Konfession ist römisch-katholisch, etwa 62 % der Einwohner gehören diesem Glauben an. Mit den Sternsingern, Klappenbuben und der Fronleichnamsprozession wirkt die Gemeinde im Dorf über die Ortskirche hinaus. Zahlreiche Bildstöcke und Wegkreuze prägen das Ortsbild und die Gemarkung.
Ungefähr 16 % der Einwohner gehören der evangelischen Kirche an. Die nächsten evangelischen Kirchen sind in Frickhofen und Hadamar. Ca. 20 % der Einwohner gehören anderen Religionsgruppen an oder sind konfessionslos.

### Christliche Gemeinde
Der Ort gehörte zur Urpfarrei Lahr. Ellar verfügte über eine gotische Kapelle (Ersterwähnung 1419), die dem heiligen Maximinus, Bischof von Trier, geweiht war. Maximinus war zugleich Schutzheiliger des Landgericht Ellar. An der Kapelle versah im ausgehenden Mittelalter ein dem Pfarrer von Lahr unterstellter Kaplan seinen Dienst. Ab 1536 setzte die Reformation in der Grafschaft Nassau-Dillenburg ein. Die Grafen von Dillenburg schrieben den lutherischen Glauben vor. Um 1557 trat der Landesherr Johann VI. von Nassau-Dillenburg zum Calvinismus über, was zu einem erneuten Wechsel der Religion führte. Am 1. April 1576 wurde Eberhard Artopaeus Pfarrer in Lahr. Anfangs Lutheraner wurde er später ein überzeugter Calvinist und die zentrale Person der Reformation im Kirchspiel Lahr. Als Schulinspektor wirkte er über die Grenzen seiner Pfarrei hinaus. Artopaeus gründete 1582 die Kirchspielschule in Lahr. In dem Gebäude bei der Kirche wurde für alle Kinder aus dem Kirchspiel Unterricht im Winterhalbjahr abgehalten. Für die Kinder aus Ellar bedeutete dies einen Schulweg von ca. 50 Minuten. Mit der Rückkehr zum Katholizismus durch Johann Ludwig von Nassau-Hadamar 1630 ließ Eberhard Artopaeus sich im 88. Lebensjahr nach 54 Jahren Dienstzeit pensionieren. Mit der Durchführung der Rekatholisierung wurden die Jesuiten beauftragt.
Nach dem Aussterben der Fürsten von Nassau-Hadamar wurden die Einwohner von Ellar Untertanen der calvinistischen Fürsten aus anderen nassauischen Familienzweigen. Besonders Fürst Wilhelm IV. von Nassau-Diez wollte den Calvinismus ab 1743 verstärkt fördern. Die katholischen Einwohner verweigerten sich dem erneuten Religionswechsel. Sie umgingen das Taufverbot, indem die Kinder im nahen Ausland getauft wurden. 1743 wurde in Ellar ein eigener Schulbetrieb eingerichtet. Wie die Schule in Lahr war es eine reine Winterschule, die ebenfalls der Aufsicht des Pfarrers von Lahr unterstand. Mit der Schulreform im Großherzogtum Berg 1810 wurde die Schule in die Trägerschaft der Zivilgemeinde übergeben und ein ganzjähriger Schulbetrieb eingerichtet. Ab 1833 begann die schrittweise Lösung der katholischen Ellarer Gemeinde von der Pfarrei Lahr. Zu Beginn wurde eine gemeinsame Expositur mit Hausen errichtet. Sitz des Kaplans wurde Ellar. 1838 folgte die Ausweisung eines eigenen Friedhofs für Ellar, so dass Beerdigungen nicht mehr in Lahr erfolgen mussten. 1839 wurde die Expositur zu einer eigenständigen Pfarrei erhoben. Bis zur Fertigstellung der Ellarer St. Maximinus Kirche 1844 wurden die Gottesdienste in der Hauser Kapelle abgehalten, danach wurden sie nach Ellar verlegt. Die Freiheitsbewegung des Jahres 1848 hatte zur Folge, dass die Ellarer Katholiken wieder viele Jahrzehnte zur Wallfahrtskapelle Maria Hilf Beselich pilgerten und dort eindrucksvoll ihren Glauben kundgaben.
Im Jahr 1908 baute die Kirchengemeinde Ellar ein neues Pfarrhaus. Dieses wurde im Februar 2009 vom Hessischen Landesamt für Denkmalpflege aus geschichtlichen und künstlerischen Gründen unter Denkmalschutz gestellt. Drei Jahre später gründeten die Dernbacher Schwestern in Ellar eine Niederlassung. Bereits im Jahr der Gründung richtete der Orden am 18. Juni in Ellar einen Kindergarten ein. Die Niederlassung der Dernbacher Schwestern musste 1972 wegen Nachwuchsmangel schließen. Mit der Gründung der Pfarrei Hausen-Fussingen 1919 wurde Hausen von der Pfarrei Ellar-Hausen abgetrennt; dies hatte zur Folge, dass die Pfarrei nur noch den Ort Ellar umfasste. Mit der Machtübernahme der Nationalsozialisten kam es Einschnitten im religiösen Leben. Die katholischen Organisationen wurden am 25. November 1937 verboten. Nach dem Zweiten Weltkrieg wurden die katholischen Organisationen wieder aufgebaut. Am 1. September 2005 wurden die katholischen Pfarreien Lahr (mit Hintermeilingen), Hausen-Fussingen und Ellar zum Pastoralen Raum Waldbrunn zusammengelegt. Zum 1. Januar 2020 gingen diese Pfarreien in der neuen Großpfarrei „St. Blasius im Westerwald“ auf.

### Jüdische Gemeinde

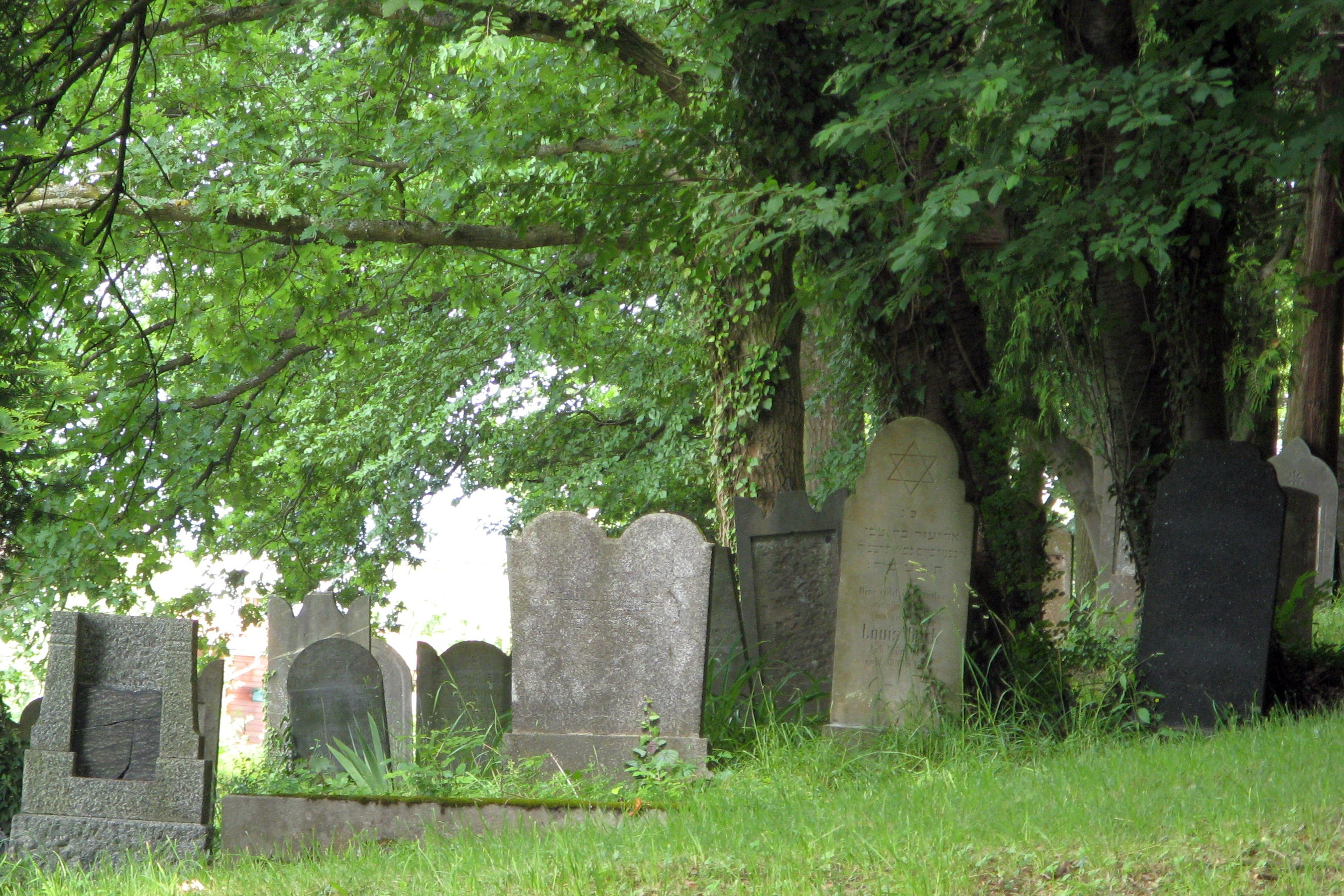
Jüdischer Friedhof am Ortsrand

Für das Jahr 1635 sind erstmals in Ellar wohnende Juden belegt. Während der Wiederaufbauphase nach dem Dreißigjährigen Krieg stieg ihre Anzahl und reichte für die Gründung eines Minjan. 1717 wurde die jüdische Gemeinde in Ellar gegründet. Ihre Mitglieder stammten aus Ellar, Lahr, Frickhofen, Hausen, Waldernbach und Langendernbach. Die Gemeinde erbaute in Ellar eine Synagoge, eine Schule und den jüdischen Friedhof. Die jüdischen Familien durften kein Land besitzen und waren meistens als Viehhändler oder Krämer tätig.
Zwischen 1823 und 1913 gelang es der Gemeinde, einen eigenen Religionslehrer für die Kinder anzustellen. Dieser musste in Ellar, Hausen, Lahr, Frickhofen und in der Nachbargemeinde Reichenborn unterrichten. 1843 hatte die jüdische Gemeinde Ellar insgesamt 124 Mitglieder. Immer wieder versuchten Gemeindemitglieder aus anderen Orten, eigenständige Gemeinden zu errichten. Diese Bestrebungen scheiterten zunächst an den begrenzten finanziellen Verhältnissen. Zudem verbot die nassauische Regierung die „Winkelgottesdienste“ in Frickhofen, Langendernbach und Lahr. Im Jahr 1885 gelang den jüdischen Einwohnern von Frickhofen und Langendernbach die Gründung einer eigenen Gemeinde. Bis 1913 nutzten diese jedoch noch den Friedhof in Ellar.
Während der Weltwirtschaftskrise in den späten 1920er Jahren verzog ein Großteil der jüdischen Bevölkerung in die Städte. Von den 29 Gemeindemitgliedern des Jahres 1912 lebten 1927 nur noch 17 im Ort. Bis 1938 war ihre Zahl auf drei Familien gesunken. Am 11. November 1938 wurden während der Reichspogromnacht die Synagoge in Ellar verwüstet und mehrere jüdische Geschäfte und Haushalte geplündert. Die Mitglieder der jüdischen Gemeinde wurden körperlich schwer misshandelt. Anschließend wurden einige Personen, darunter ein Christ, der zwei Juden geholfen hatte sich zu verstecken, in „Schutzhaft“ genommen. In den folgenden Wochen verließen die letzten jüdischen Familien Ellar. Mehrere Mitglieder dieser Familien wurden in Konzentrationslagern umgebracht. Das Gebäude der schwer beschädigten Synagoge wurde von einem staatlich bestellten Treuhänder als wertlos eingestuft und an die Nachbarn verschenkt.

## Politik
Der Ort gehört bei Wahlen zum Deutschen Bundestag zum Wahlkreis 178, Rheingau-Taunus – Limburg, bei Wahlen zum Hessischen Landtag zum Wahlkreis 21, Limburg-Weilburg I. Mit der Gebietsreform ist die Gemeindeverwaltung auf die Gemeinde Waldbrunn (Westerwald) übergegangen.

### Ortsbeirat
Der Ortsbeirat aus fünf Mitgliedern, an dessen Spitze der Ortsvorsteher Stefan Simon (2008) steht, hat gegenüber der Gemeindevertretung Vorschlags- und Anhörungsrecht in den Angelegenheiten, die den Ort betreffen. Die Wahl des Ortsbeirates richtet sich nach dem hessischen Kommunalwahlrecht. Dieses sieht das Kumulieren und Panaschieren vor. Die nächste Kommunalwahl findet 2026 statt. Die Kommunalwahl in Hessen 2021 brachte für den Ortsbeirat folgendes Ergebnis:
| Parteien und Wählergemeinschaften | Parteien und Wählergemeinschaften           | Sitze 2021 | Sitze 2016 | Sitze 2011 | Sitze 2006 | Sitze 2001 |
| CDU                               | Christlich Demokratische Union Deutschlands | 3          | 3          | 3          | 3          | 3          |
| SPD                               | Sozialdemokratische Partei Deutschlands     | 2          | 2          | 2          | 2          | 2          |
| Gesamt                            | Gesamt                                      | 5          | 5          | 5          | 5          | 5          |

### Wappen
| Wappen von Ellar | Blasonierung: „Schild gespalten, vorn in Gold ein linksgewendeter blaubewehrter roter Löwe, hinten in Blau zwischen goldenen Schindeln ein rotbewehrter goldener Löwe.“                                                                    |
| Wappen von Ellar | Wappenbegründung: Am 28. Februar 1964 wurde der Gemeinde Ellar im damaligen Landkreis Limburg, Regierungsbezirk Wiesbaden das Wappen verliehen. Das Wappen wurde nach der Gebietsreform von der Gemeinde Waldbrunn (Westerwald) übernommen |

## Kultur und Sehenswürdigkeiten

### Vereine
Das kulturelle Dorfleben wird von den Vereinen getragen, die vom traditionell katholischen Milieu geprägt sind. Es bestehen Vereine wie die „Katholische Arbeitnehmer-Bewegung“ (gegründet am 6. Januar 1901) und die Frauengemeinschaft (Gründungsjahr 1909). Daneben gibt es zahlreiche säkulare Vereine wie den „Verkehrs- und Verschönerungsverein“ (1953) und den „Kultur- und Geschichtsverein“ (1977). Die „Freiwillige Feuerwehr Ellar“ (gegründet am 11. März 1929) ist mit ihrer „Jugendfeuerwehr“ (10. Februar 1968) ein Träger der Jugendarbeit. Das „Blasorchester der Freiwilligen Feuerwehr Ellar“ wirkt seit 1931; weitere musikalische Vereine sind der „MGV Concordia Ellar 1840 e. V.“ (erste Erwähnung 1840), der „Kirchenchor Ellar“ (Gründungsjahr 1941) und der „Kinderchor“ (1980).

### Sport
Der Ort verfügt über eine Sporthalle und einen Fußball-Kunstrasenplatz. Mehrere Vereine wie der Sportverein 1920 e. V. (gegründet 1. November 1920), der „Schützenverein Burg Falke“ (gegründet 1968) organisieren sportliche Begegnungen. Der Sportverein 1920 e. V. war gemeinsam mit dem DJK SV Schwarz-Weiß e. V., Hintermeilingen Träger der Fußballspielgemeinschaft SG Ellar/Hintermeilinge bis 2014. Die Saison 2014/15 und 2015/16 spielte der SV Ellar, nachdem der DJK Hintermeilingen den Spielbetrieb eingestellt hatte, wieder allein. Ab der Saison 2016/17 hat sich aus den fünf Sportvereinen der Gemeinde Waldbrunn der neue Verein FC Waldbrunn gebildet. Dieser Verein bildet drei Seniorenmannschaften, die in der B-Klasse, in der Kreisoberliga Limburg-Weilburg und in der Verbandsliga Hessen Mitte um Punkte streiten. Des Weiteren trägt der Tennisclub Waldbrunn seine Begegnungen auf den Tennisplätzen im Sportzentrum Am Oberholz aus.

### Naturdenkmäler
Das Mehrgipfel-Plateau „Heidenhäuschen“ erstreckt sich südlich des Ortes über eine Länge von etwa 3 km in Nord-Süd-Richtung. Der Remmelsberg bildet dort den markanten Nordrand des Limburger Beckens. Das bewaldete „Heidenhäuschen“ verfügt über ein ausgedehntes Blockmeer aus Olivinbasalten. Bereits am 7. Februar 1927 wurde hier ein 114,23 ha großes Naturschutzgebiet eingerichtet. Ein weiteres Basaltblockmeer besteht mit der „Wildweiber-Kirche“ westlich von Hausen und nordwestlich von Ellar.

### Museum

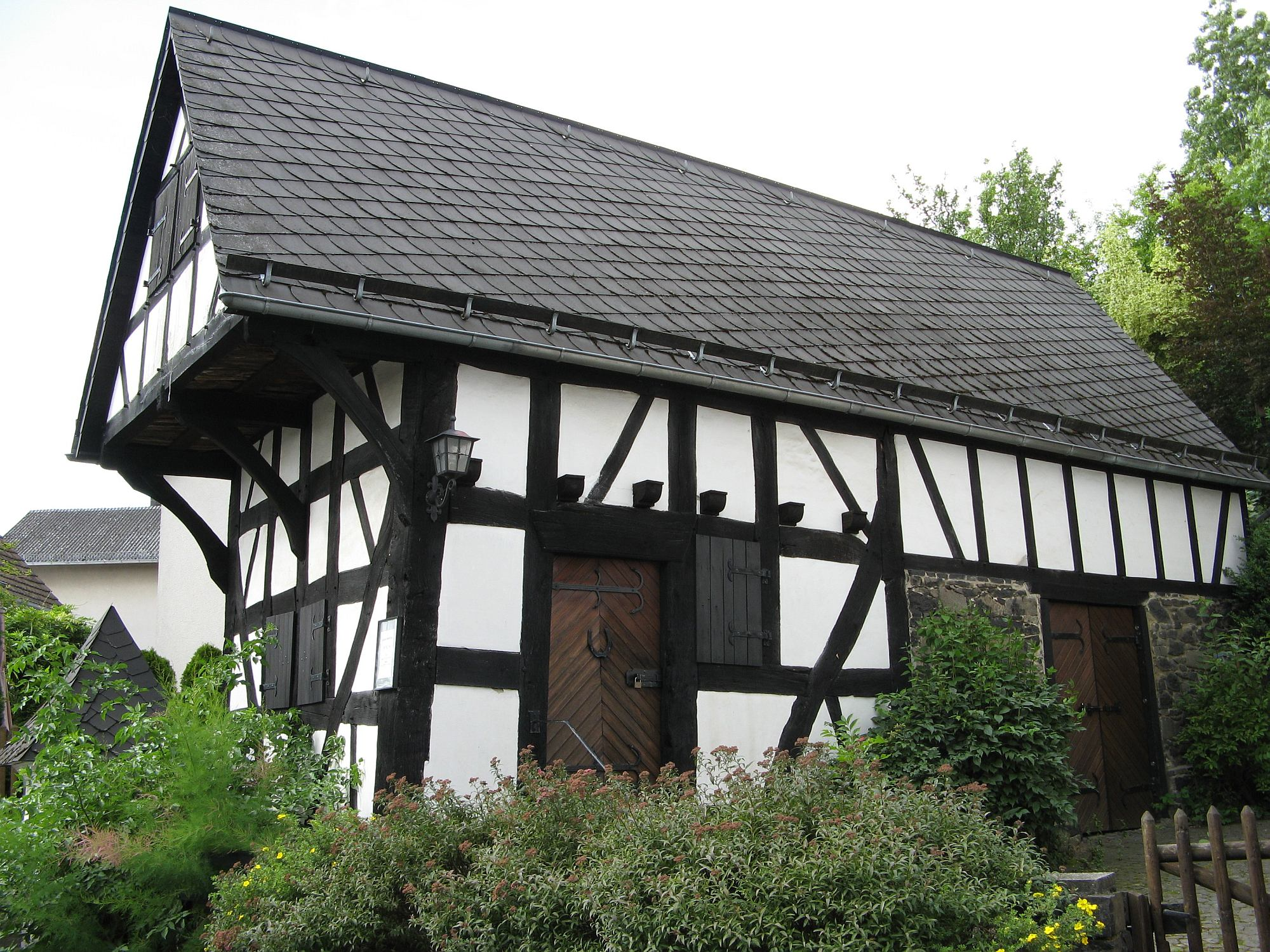
Burgschmiede

Das Museum Ellar erstreckt sich über zwei Gebäude. Das eigentliche Museum ist im Ludwig-Bös-Haus (erbaut 1860/61). Das Gebäude beherbergt eine umfassende Dokumentation von regionaler Kultur, Brauchtum und Geologie. Das Museum besitzt Fossilien aus fast allen erdgeschichtlichen Epochen. Zu den besonderen Ausstellungsstücken gehört eine Kopie des in der Burg Ellar gefundenen „Turnierenden Reiter“. Dies ist eine gotische Plastik, die einen turnierenden Ritter mit Pferd zeigt. Vermutlich handelt es sich um eine Phantasiefigur. Weiterhin besitzt das Museum eine Kopie der bei Fussingen gefundenen Urne aus der Zeit um 1000 v. Chr. (Beide Originale befinden sich im Museum Wiesbaden). Das Museum besitzt eine umfangreiche Sammlung Flugblätter, die die Alliierten während des Zweiten Weltkrieges über Deutschland abgeworfen hatten. Das Geologische Landesamt Nordrhein-Westfalen hat die Geologische Sammlung als „überregional bedeutend“ eingestuft. Das zweite Gebäude des Museums ist die „Alte Schmied“/„Burgschmiede“. Hier befinden sich eine funktionstüchtige historische Schmiede sowie eine Sammlung historischer Geräte der Landwirtschaft und des Handwerks aus über 300 Jahren.

### Bauwerke

#### Burgruine Ellar
Die Burgruine liegt oberhalb des Ortes am Hang des Berges Oberholz und bestimmt gemeinsam mit der Kirche das Ortsbild von Ellar. Die Grundfläche der etwa rechteckigen Burg beträgt etwa 21 × 27 Meter. Sie wurde im Jahr 1323 erstmals erwähnt. Etwa ab 1550 wurde sie nicht mehr genutzt, bereits 1590 war sie zur Ruine verfallen. Seit 1957 laufen Renovierungsarbeiten in der Burg, die zu einem Veranstaltungsort ausgebaut wurde.

#### Kirche Ellar

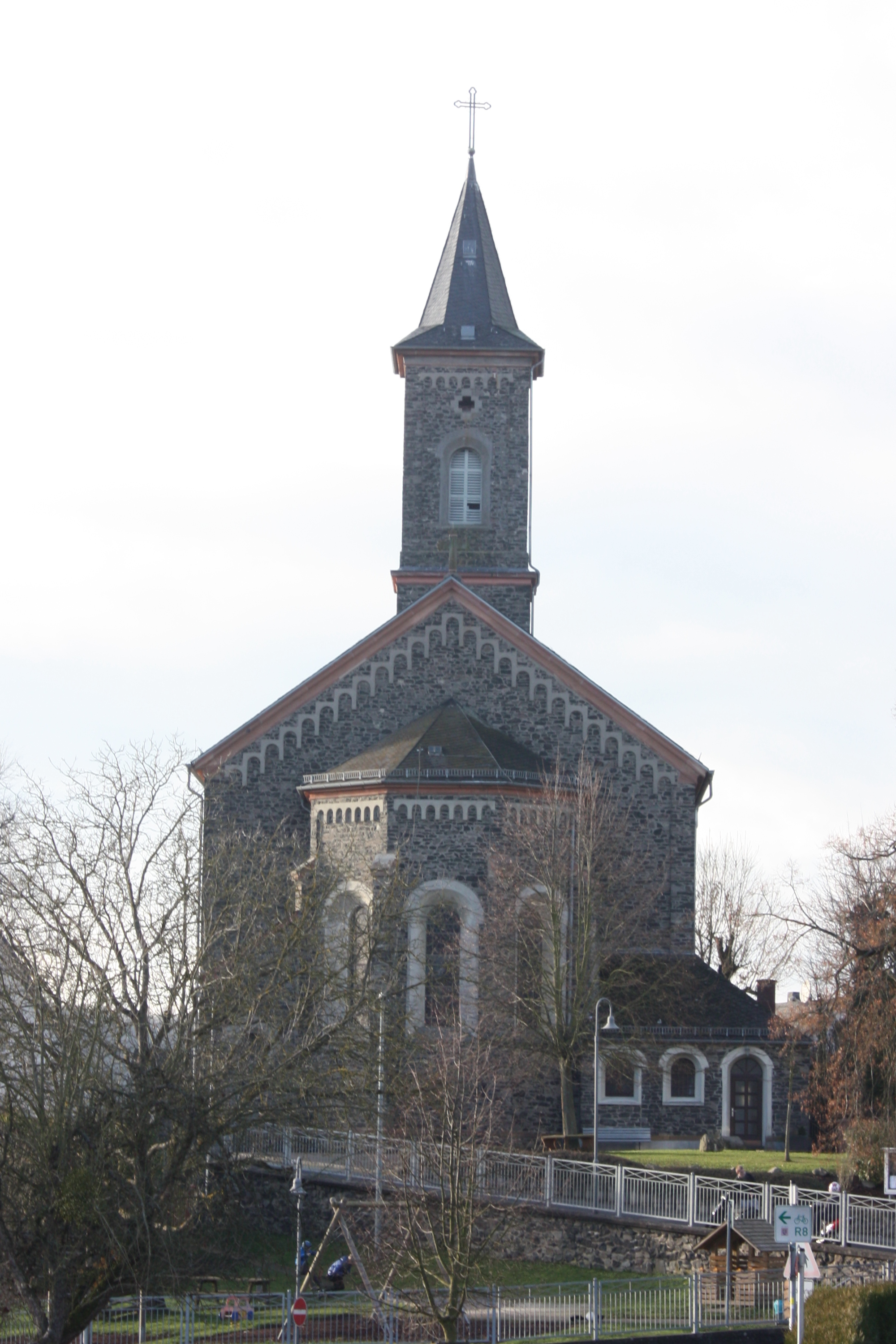
Chorseite der Kirche

Die heutige Pfarrkirche von Ellar wurde 1843/44 erbaut. Die Kirche ist Maximinus von Trier geweiht. Die Benedizierung erfolgte am 24. November 1844. Der Limburger Bischof Peter Josef Blum nahm am 4. Juni 1849 die Konsekration vor. Im Jahr 1942 wurde in die Kirche eine neue Orgel eingebaut. 1992/93 wurde die Kirche umfassend renoviert. Die Kirche steht am Hang des Bergs Oberholz und bestimmt gemeinsam mit der Burgruine das Ortsbild von Ellar. Die Kirche ist ein romanisierender, klassizistischer Saalbau mit Chor und zentralem Turm im eingestellten Westwerk. Die Missionskapelle an der Südseite wurde zu einem Ehrenmal umgebaut. Im Inneren verfügt die Kirche über drei Hochaltäre. Der Hauptaltar wurde um 1720 erbaut, bis 1867 befand er sich in der St. Maximilianus-Kirche in Düsseldorf. Im Zentrum des Altars befindet sich ein St. Maximinusbild. Der rechte Seitenaltar ist ein Barockaltar der Hadamarer Schule aus der Vorgängerkapelle. Er zeigt Figuren der Heiligen St. Maximinus (Martin Volck nach 1740), St. Barbara (Martin Volck nach 1740), und St. Margareta (Martin Volck nach 1740), Paulus mit Schwert und Buch, Petrus mit Schlüssel und Buch (1873) und Antonius dem Eremiten (Martin Volck). Der linke Seitenaltar, auch „Marienaltar“, wurde 1863 von der Kirche in Kiedrich erworben. Der Altar ist im frühklassizistischen Stil des 18. Jahrhunderts. Bei der Restauration 1962/63 wurden barocke Stilelemente entfernt. Im Zentrum des Altars steht eine Mondsichelmadonna (Frühbarock um 1610), sie wird von den Figuren der vier Evangelisten Johannes, Lukas, Markus und Matthäus flankiert. Diese barocken Figuren wurden um 1870 gestiftet.
Das Geläut der Kirche besteht aus drei Glocken:
- Maximinusglocke (Schlagton: fis, Gussstahlglocke, gegossen in Bochum 1920); die Glocke trägt die Umschrift: „Sancte Maximine, ora pro populo in Ellar“ (Heiliger Maximinus, bete für die Bewohner Ellars)
- Marienglocke: (Schlagton: a, Gussstahlglocke, gegossen in Bochum 1920); die Glocke trägt die Umschrift: „Maria vocor, divina loquor, fugo daemonia“ (Ich heiße Maria, verkünde das Göttlich, fliehe das Teuflische)
- Josefglocke (Schlagton: h, gegossen bei Rincker in Sinn 1953); die Glocke trägt die Umschrift: „Sancte Joseph, ora pro nobis“ (Heiliger Josef bete für uns)

In der Nähe der Kirche steht eine Statue der „Mutter der Barmherzigkeit“. Die Steinfigur, die aus der Ukraine stammt, wurde am 22. November 1995 aufgestellt.

#### Burgschmiede

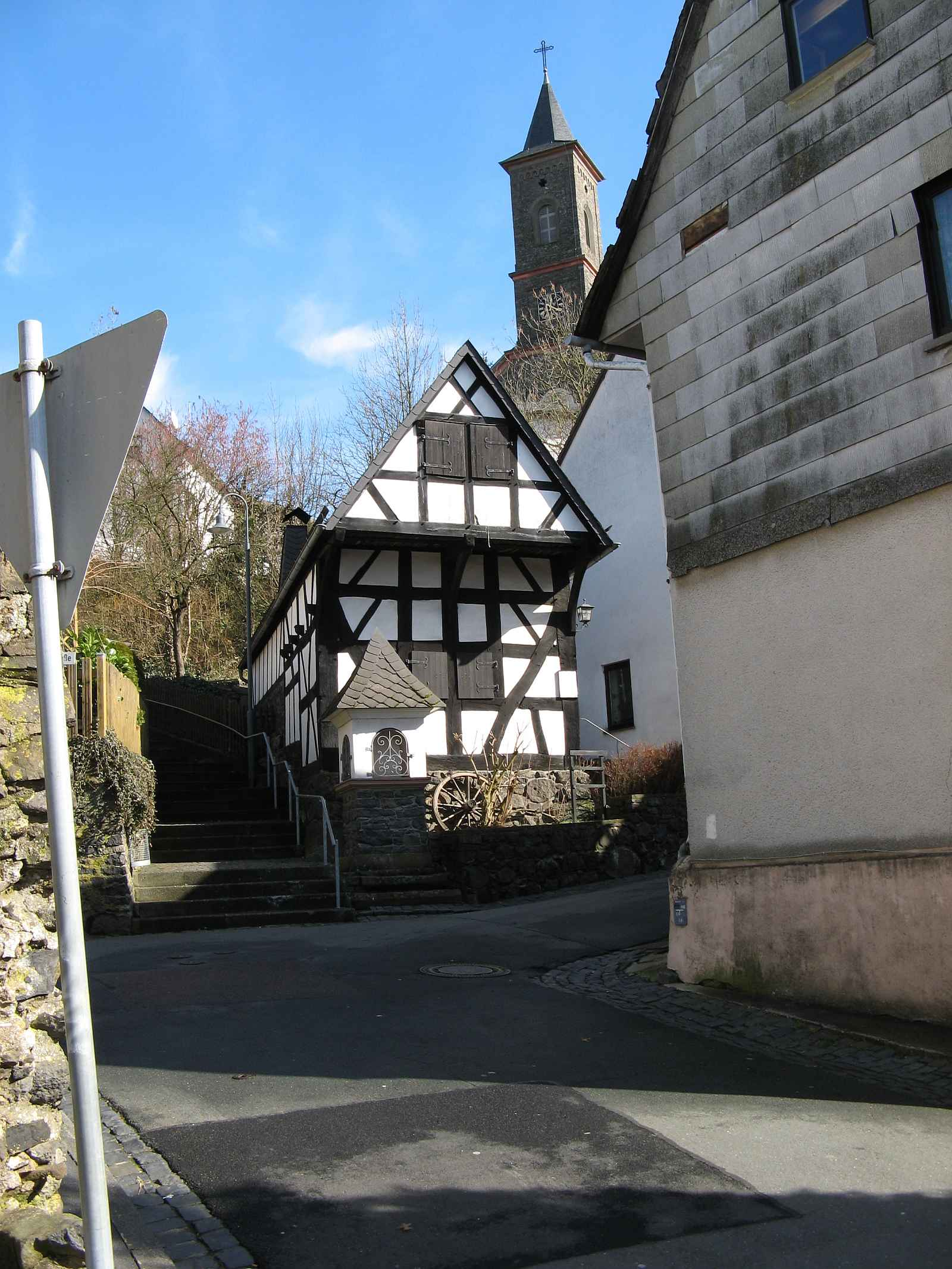
Burgschmiede

Zu den erhaltenen Fachwerkgebäuden gehört die historische Burgschmiede. Das Gebäude beherbergt heute eine vollständig funktionsfähige Schmiede und die Sammlung der historischen landwirtschaftlichen Geräte des Heimatmuseums. Das Gebäude wurde noch vor dem Dreißigjährigen Krieg erbaut. An seiner Giebelseite steht ein um 1840 errichteter Bildstock. Seit 1979 steht die Schmiede unter Denkmalschutz.

#### Stadtmauer
Teile der Stadtmauer sind erhalten.

#### Hungerturm
An die Stadtmauer angrenzend befindet sich ein Hungerturm, der in den 1990er Jahren restauriert wurde.

#### Jüdischer Friedhof
Der jüdische Friedhof am Oberholz wurde in den Jahren 1717 bis 1939 genutzt. Er diente den Mitgliedern der jüdischen Gemeinde aus den Orten Ellar, Hausen, Waldernbach, Lahr, Frickhofen und Langendernbach als Bestattungsort. Zahlreiche Grabsteine mit teilweise hebräischer Inschrift sind erhalten. Der Friedhof liegt am Ortsrand, an einem abschüssigen Hang am Berg Oberholz; er wurde im Jahr 2000 renoviert.

### Regelmäßige Veranstaltungen
Die wichtigsten Dorffeste sind die Kirmes am Pfingstwochenende, das Burgfest am ersten Wochenende im August und das Schlachtfest am ersten Samstag im November. Seit 2002 findet jährlich die Veranstaltung Waldbrunn on the Road / Waldbrunn uf de Baa statt. Für den Rad-, Wander- und Skatertag werden die Straßen in Waldbrunn und den Nachbarorte für den Kraftfahrzeugverkehr gesperrt. Die Veranstaltung wird von einem umfangreichen Rahmenprogramm begleitet.

### Kulinarische Spezialitäten
Zu den einheimischen Gerichten gehört z. B. das Pfännchen. Hierbei handelt es sich um gebackene Eier mit Speck, Blut- und Leberwurst. Ebenfalls ist der Dippekuchen aus geriebenen Kartoffeln mit gewürfeltem Schinken und Eier gebraten ein traditionelles Gericht, als Beilage wird er mit Äppelmok (Apfelmus) verzehrt. Ein weiteres traditionelles Gericht ist der Eierkäs, eine Süßspeise aus gestockten Eiern mit Milch und Zucker, für dessen Zubereitung mit der Eierkässeih (Eierkäsesieb) ein spezielles Geschirr benötigt wird. Traditionelle Getränke sind Apfelwein und Kornbrand, mittlerweile ist jedoch Bier von vorherrschender Bedeutung. Wie in anderen Orten wurde zu Silvester Brocksel zubereitet, eine Speise aus Lebkuchen, braunem Kandiszucker und Kornbrand.

## Wirtschaft und Infrastruktur
Es bestehen die ortsüblichen Handwerks- und Dienstleistungsbetriebe. Die meisten Erwerbstätigen pendeln nach Limburg oder in das Rhein-Main-Gebiet.
Der Ort besitzt ein Dorfgemeinschaftshaus.

### Verkehr
Durch den Ort verlaufen keine Fernstraßen. Die nächste Anschlussstelle an die Bundesstraße 49 befindet sich in Obertiefenbach, an die Bundesstraße 54 in Dorchheim. Regelmäßig verkehren Busse nach Limburg, Hadamar, Rennerod und Mengerskirchen. Die Entfernung zum Flughafen Frankfurt beträgt etwa 80 km. Seit der Stilllegung der Kerkerbachbahn im Jahr 1958 existiert keine Bahnlinie in unmittelbarer Nähe des Ortes mehr. Der nächste Bahnhof, der Oberwesterwaldbahn, befindet sich in Frickhofen. Durch Ellar verläuft der Hessische Radfahrweg R8. Der Ort bietet ein ausgedehntes Netz an ausgeschilderten Wanderwegen.

### Bildung
In Ellar besteht der katholische Kindergarten „St. Maximinus“. Der Ort verfügt über eine Grundschule. Als weiterführende Schule dienen als Haupt- und Realschule die Mittelpunktschule St. Blasius in Frickhofen. Das nächste Gymnasium ist in Hadamar, weiterhin werden weiterführende Schulen in Limburg an der Lahn besucht.

### Brandschutz
Die Freiwillige Feuerwehr Ellar sorgt seit dem 11. März 1929 (ab 10. Februar 1968 mit ihrer Jugendfeuerwehr) für den abwehrenden Brandschutz und die allgemeine Hilfe im Ort.

## Persönlichkeiten
- Georg Pasor/Paysor (* 1. August 1570 in Ellar; † 10. Dezember 1637 in Franeker), Sohn des Schultheiß, Student der Hohen Schule Herborn bei Johannes Piscator; 1607 Professor in Herborn, 1626 Flucht während des Dreißigjährigen Krieges aus Herborn; 1637 Professor an der Hohen Schule Franeker, Niederlande; Verfasser mehrerer Werke über das Neue Testament

- Johann Wilhelm Jost (* 27. November 1802 in Ellar; † 26. Mai 1864 in Limburg an der Lahn), deutscher römisch-katholischer Geistlicher und Mitglied der Ersten Kammer des Nassauischen Landtags

- Wilhelm Breithecker (* 31. Januar 1897 in Ellar; † 4. Juli 1982 in Ellar), 1. August 1929 Regens am Konvikt Montabaur, 1. Februar 1939 kath. Pfarrer in Dietkirchen, erste Verhaftung 7. März 1939 wegen der geheimen Weiterführung des Bund Neudeutschland; KZ-Haft in Berlin Sachsenhausen und Dachau von 3. Juli 1939 bis 28. März 1945 (gemeinsam mit Emil Hurm, Pfarrer von Hausen); 5. Februar 1947 Dekan von Dietkirchen, 1. Dezember 1970 Ruhestand; Ehrenbürger von Limburg (Dietkirchen)

- Walter Rudersdorf (* 26. Mai 1926 in Ellar; † 1. Juni 2015 in Gießen), 3000 Vorträge zu Heimatgeschichte und Landeskunde; ca. 8000 Veröffentlichungen, Initiator des Heimatmuseum Ellar, Bundesverdienstkreuz, Eugen-Heyn-Medaille (höchste Auszeichnung des Westerwald-Vereins); Ehrenbürger der Gemeinde Waldbrunn; Aufnahme ins Guinness-Buch der Rekorde 1998 für das 50-jährige Jubiläum der Vortragsreihe „Im Schatten der Burg Ellar“

- Friedhelm Häring (* 14. August 1947 in Ellar), Kunsthistoriker, Dozent und Autor, Museumsdirektor in Gießen

- Joe Bausch (* 19. April 1953 in Ellar), deutscher Arzt, Drehbuchautor und Schauspieler, u. a. in der Rolle des Gerichtsmediziners Dr. Joseph Roth in „Tatort“.

- Hermann Heep (* 7. Januar 1955 in Ellar; † 23. Dezember 2006 in Weilmünster), deutscher Diplom-Ingenieur und Historiker. 1992–2006 erster Vorsitzender des Kultur- und Geschichtsvereins Ellar und Mitinitiator der Restaurierung des jüdischen Friedhofs Ellar. Autor der Chronik der KAB Ellar zum hundertjährigen Bestehen im Jahr 2001.

- Angela Maria Schneider-Forst (* 19. Mai 1963 in Ellar), Politikerin, von 1996 bis 2006 Abgeordnete im Landtag Rheinland-Pfalz